# Landstinget
 Denne artikel omhandler Rigsdagens førstekammer 1849-1953. Opslagsordet har også en anden betydning, se Landsting.
 Der er for få eller ingen kildehenvisninger i denne artikel, hvilket er et problem. Du kan hjælpe ved at angive troværdige kilder til de påstande, som fremføres i artiklen.

Landstinget var det ene af den danske rigsdags to ting (1849-1953), det andet var Folketinget. Landstinget blev afskaffet ved grundlovsændringen i 1953.

## Kort historie
Landstinget var Danmarks førstekammer i perioden 1849-1953. Valgene til dette ting blev reguleret af Grundloven og skiftede med de forskellige revisioner af denne i henholdsvis 1866 og 1915. Landstingsvalgene blev afholdt på meget forskellig måde 1849-66, 1866-1915 og 1915-53, men altid som indirekte valg. Indtil 1915 var kun mænd valgbare og valgberettigede til Rigsdagen, herunder Landstinget.

### 1849-grundlovens Landsting
Meningen med at have et tokammersystem med Landstinget som "overhus" var, at hvor Folketinget skulle stå for de reformatoriske impulser i lovgivningsarbejdet, skulle Landstinget danne en modererende, konservativ modvægt.
Antallet af landstingsmedlemmer var med Junigrundloven i 1849 fastsat til 51. For at være valgbar til Landstinget skulle man være fyldt 40 år og have en indtægt på mindst 1.200 Rdl. årligt eller betale minimum 200 Rdl. i skat. Valgretsalderen var 30 år og var ikke afhængig af skatteansættelsen. Valgene foregik indirekte via valgmænd og gjaldt for 8 år. Hvert 4. år afgik halvdelen af medlemmerne.
Disse betingelser indskrænkede den valgbare del af befolkningen til midaldrende mænd fra den højere middelklasse og overklassen, hvilket især kom de nationalliberale til gavn, eftersom denne politiske gruppering primært bestod af embedsmænd. Kun ca. 4% af dem, som havde stemmeret til Folketinget (mænd over 30 år), havde således også stemmeret til Landstinget.

### Efter 1866-grundloven
Den "gennemsete Grundlov", også kendt som Juligrundloven, medførte ændrede valgregler og derfor også væsentlige magtforskydninger, hvilket var årsagen til forfatningskampen, der gik forud for vedtagelsen af loven.
Den nye Grundlov fastlagde, at Landstinget havde 66 medlemmer, hvoraf 12 var kongevalgte på livstid. Med tiden blev det dog de facto regeringen og ikke kongen, som udpegede disse 12 medlemmer. 54 medlemmer (heraf 1 på Færøerne) blev valgt ved indirekte valg med privilegeret valgret for landets højere indtægtsklasser, således at halvdelen af valgmændene valgtes af de vælgere, som havde den højeste indtægt. De højestbeskattede på landet, dvs. de mest velhavende godsejere, indtrådte direkte som valgmænd, mens der i byerne indførtes pluralvalgret med udgangspunkt i skattefastsættelsen. Fortsat havde kun mænd valgret og valgbarhed. Valgbarhedsalderen blev nedsat til 25 år, mens valgretsalderen fortsat var 30 år. Valgmændene blev valgt som tidligere, landstingsmændene derimod efter Andræs metode.
Af de 54 folkevalgte blev 7 valgt i København, 45 på Øerne og i Jylland, 1 på Bornholm. 1 medlem blev valgt af Færøernes Lagting.
Der var flere grunde til den bitre politiske kamp, som endte med indførelsen af en privilegeret valgret, der reducerede embedsmandsstanden på tinge til fordel for godsejerstanden. En af årsagerne var konservativ utilfredshed med den måde, hvorpå de nationalliberale politikere havde forvaltet deres politiske ansvar. Især nederlaget i krigen 1864 blev set som et katastrofalt bevis på en uansvarlig politik. Samtidig mente de mest konservative kredse, at det danske "overhus" rettelig skulle befolkes af godsejere, eftersom de som ejendomsbesiddere var bundet til jorden og dermed havde politiske interesser, der lå på linje med statens. I modsætning hertil kunne indkomstnydere, som fx embedsmændene, flytte med deres penge og delte derfor ikke det samme skæbnefællesskab med staten. Aspekter af denne idé dukker stadig op i det politiske landskab, selv i 2000-tallets Danmark, når talen går på at beskatte fast ejendom frem for indkomst, men den politiske forestilling om, at ejendomsbesiddelse og høj skattebetaling kan og bør veksles til øget politisk indflydelse er til gengæld helt forduftet.
Forfatningskampen kom til at præge resten af det politiske liv i 1800-tallet, og Landstinget blev Højrepartiets faste magtbase i striden med Venstre, primært domineret af godsejere og industrifolk fra de større byer. Den reviderede Grundlov anviste ikke, hvordan der skulle handles, såfremt de to ting med divergerende politiske flertal kom i konflikt med hinanden. I provisorietiden under J.B.S. Estrup blev konflikten skærpet, og Landstinget ignorerede folketingsflertallet, som havde svaret igen med visnepolitikken.
Højre havde flertallet i Landstinget indtil tiden omkring systemskiftet, hvor De Frikonservative ("de Otte") blev dannet som en udbrydergruppe. Gruppen overtog formandsposten i tinget i 1902 med støtte fra Venstre. Efter Estrups død juleaften 1913 mistede Højre på symbolsk vis ved det efterfølgende landstingsvalg flertallet, og året efter erobrede Venstre derfor flertallet og formandsposten i tinget.
Midt under den politisk ophedede kamp brændte Christiansborg Slot i 1884. Rigsdagen fik derfor til huse i den tidligere kaserne (oprindeligt operahus) i Fredericiagade, der siden husede Østre Landsret fra 1919 til 2022, og som blev ombygget til formålet samme år ved arkitekt H.V. Brinkopff. Et nyt Christiansborg blev påbegyndt 1906, men først i 1918 kunne Landstinget vende tilbage til Slotsholmen. Landstingssalen blev indrettet til formålet og minder med sit navn stadig om det tidligere ting.

### Efter 1915-grundloven
Efter grundloven af 1915, som trådte i kraft i 1918, blev antallet af medlemmer forhøjet til 72. Heraf blev 18 valgt ved forholdstalsvalg af det afgående ting (såkaldt tingvalgte medlemmer), mens 53 blev valgt ved indirekte valg med lige valgret for alle indtægtsklasser og begge køn. Ingen medlemmer var længere kongevalgte. Valgret- og valgbarhedsalderen var nu 35 år, men stadig højere end for Folketinget (25 år). Af de 53 blev 10 valgt i København med Frederiksberg, 42 på Øerne og i Jylland og 1 på Bornholm. Færøernes Lagting valgte fortsat 1 medlem.
Der indførtes forholdstalsvalg mellem lister (d'Hondts metode) ved valgene af valgmænd, mens valgmændenes valg af landstingsmedlemmer foregik efter en variant af Andræs metode. Valgperioden var otte år, og valgene foregik med fire års forskydning i halvdelen (dvs. tre, hhv. fire) af de syv landstingsvalgkredse.
I begyndelsen sikrede dette fortsat højrefløjen flertal i Landstinget, hvilket betød at mellemkrigstidens socialdemokratisk-radikale regeringer måtte have mindst ét højrefløjsparti på deres side for at gennemføre en lov. Således blev Kanslergadeforliget gennemført som en aftale mellem Socialdemokratiet og Det radikale Venstre i 1933, hvor man på forhånd havde sikret sig, at Venstre ikke stemte imod.
Ved det første valg, hvor kvinder kunne stille op, blev der i 1918 valgt 5 kvinder til Landstinget: Nina Bang (S), Marie Hjelmer (RV), Marie Christensen (V), Inger Gautier Schmit (V) og Olga Knudsen (V). Kvinderne udgjorde 7% af forsamlingen. Andelen af kvinder i Landstinget toppede ved valget i 1951, hvor den nåede 16%.
Efter genforeningen i 1920 og den i den anledning foretagne grundlovsændring havde Landstinget højst 76 medlemmer. Heraf blev 19 valgt ved forholdstalsvalg af det afgående ting, mens højst 56 blev valgt ved indirekte valg. De højst 56 ikke-landstingsvalgte medlemmer fordelte sig med 10 i København med Frederiksberg, højst 48 på Øerne og i Jylland og 1 på Bornholm. Færøernes Lagtings folkevalgte medlemmer valgte 1 medlem.
I 1936 opnåede Socialdemokratiet og Det radikale Venstre for første gang flertal i Landstinget, men Thorvald Stauning så det helst afskaffet. Denne afspejling af Folketingets flertal blev argumentet for at afskaffe tinget, hvilket blev forsøgt i 1939, hvor et forslag om at afskaffe Landstinget og i stedet oprette et samlet ting med to afdelinger faldt, da det lige akkurat ikke opnåede de nødvendige antal ja-stemmer ved en folkeafstemning.
Landstinget blev afskaffet efter endnu en folkeafstemning, som blev gennemført i 1953.

### Medlemmernes erhverv og sociale baggrund
Efter valget i 1902 var den erhvervsmæssige sammensætning i Landstinget således: 9 lens- eller stamhusbesiddere (dvs. godsejere), 6 godsejere, 11 embedsmænd, 3 sagførere, 4 proprietærer, 1 forpagter, 17 gårdejere, hvoraf en tillige var lærer og en møller, 1 husmand, 3 grosserere, 1 fabrikant, 1 landinspektør, 4 håndværkere, 2 redaktører, 1 lærer og 1 ingeniør (en plads var vakant).

## Landstingets formænd
| Navn                         | Fra               | Til                | Parti                |
| ---------------------------- | ----------------- | ------------------ | -------------------- |
| Peter Daniel Bruun           | 30. januar 1850   | 3. oktober 1862    | De Nationalliberale  |
| Mads Pagh Bruun              | 4. oktober 1862   | 23. juni 1866      | De Nationalliberale  |
| Andreas Frederik Krieger     | 9. juli 1866      | 11. november 1866  | De Nationalliberale  |
| Mads Pagh Bruun              | 12. november 1866 | 4. oktober 1869    | De Nationalliberale  |
| Carl Christian Vilhelm Liebe | 5. oktober 1869   | 30. september 1894 | Højre                |
| Henning Matzen               | 1. oktober 1894   | 5. oktober 1902    | Højre                |
| Hans Nicolai Hansen          | 6. oktober 1902   | 6. oktober 1907    | Frikonservative      |
| Hans Christian Steffensen    | 7. oktober 1907   | 3. oktober 1909    | Frikonservative      |
| Christian Sonne              | 4. oktober 1909   | 2. oktober 1910    | Frikonservative      |
| Carl Goos                    | 3. oktober 1910   | 20. juli 1914      | Højre                |
| Anders Thomsen               | 21. juli 1914     | 12. juli 1920      | Venstre              |
| Frits Bülow                  | 19. august 1920   | 2. oktober 1922    | Venstre              |
| Ole Hansen                   | 3. oktober 1922   | 26. juni 1928      | Venstre              |
| Jørgen Jensen-Klejs          | 3. oktober 1928   | 6. oktober 1936    | Venstre              |
| Carl Theodor Zahle           | 7. oktober 1936   | 2. oktober 1939    | Det Radikale Venstre |
| Carl Frederik Sørensen       | 3. oktober 1939   | 30. september 1940 | Socialdemokratiet    |
| Charles Petersen             | 1. oktober 1940   | 31. december 1947  | Socialdemokratiet    |
| Karl Kristian Steincke       | 7. januar 1948    | 15. marts 1950     | Socialdemokratiet    |
| Ingeborg Hansen              | 16. marts 1950    | 24. april 1951     | Socialdemokratiet    |
| Karl Kristian Steincke       | 25. april 1951    | 6. oktober 1952    | Socialdemokratiet    |
| Ingeborg Hansen              | 7. oktober 1952   | 21. september 1953 | Socialdemokratiet    |

## Landstingets sekretærer
Denne liste er ufuldstændig; hjælp gerne med at udfylde den.
- 1876-1888: Charles Shaw
- 1889-1921 (?): Carl Friderichsen

## Landstingsvalg
Se Landstingsvalg.

## Uddybende historie

### Landstinget 1849-1866
Landstinget havde i sin første fase fra begyndelsen indtil den gennemsete Grundlov af 1866 en mere varieret og pluralistisk sammensætning end Landstinget, som det tog sig ud efter 1866. 1850'ernes Landsting kan ses som en fortsættelse af Den Grundlovgivende Rigsforsamling, der var præget af tre grupper: Konservative (Højre), Nationalliberale (centrum) og Bondevenner.
Det var indførelsen af kongevalgte medlemmer, der havde betydet, at Rigsforsamlingen ikke blev fuldstændig domineret af bønder. På tilsvarende vis gjorde valgreglerne til Landstinget, at den valgbare del af befolkningen blev indskrænket til midaldrende mænd fra den højere middelklasse og overklassen, hvilket især kom De Nationalliberale til gavn, eftersom denne politiske gruppering primært bestod af embedsmænd. Kun ca. 4% af de, som havde stemmeret til Folketinget (mænd over 30 år), havde således også stemmeret til Landstinget.
Alligevel var Landstinget i denne periode ikke blot præget af embedsmænd, der havde nationalliberale eller konservative anskuelser. Groft sagt bestod forsamlingen af godsejere (konservative), højere embedsmand (nationalliberale) samt bønder, præster og lavere embedsmænd (bondevenner). De ændrede valgregler i 1866 gik hårdt ud over sidstnævnte gruppe, for efter 1866 blev præster og bønder et særsyn i Landstinget, indtil udviklingen vendte henimod slutningen af århundredet.

### Højres valggruppe i Landstinget
Partibetegnelsen har for vor hjemlige konservative politik så længe været "Højre", at man næsten har glemt, at denne betegnelse før 1874 i virkeligheden repræsenterer en sum af fire forskellige partier: Det konservative embedsparti, godsejerpartiet, de nationalliberale embedsmænd og det nationalliberale folkeparti; når hertil kommer, at en stor del af det grundtvigianske folkelige parti er gået over til Højre, vil det let ses, at navnet dækker over store oprindelige modsætninger.
Under forfatningskampen 1864-66 bekæmpede de fire førstnævnte fraktioner hverandre med stor iver, i perioden 1866-74 var godsejerpartiet og det nationalliberale partis folkelige mænd hyppigt uenige, og det var først det Estrupske ministerium, der samlede et egentlig Højre om sig, et parti, der ganske vist indtil 1894 fulgte dette ministerium i alt væsentligt.
En fremstilling af Højrepartiets historie i Landstinget kan imidlertid ikke undvære som kort indledning et par ord om de partier, hvis sammenslutning skabte Højre. Selve forfatningsstriden kan ikke medtages, en ganske kortfattet fremstilling findes i Søren Bloch Thriges Danmarks Historie i vort Aarhundrede, II, s. 369 flg., desuden udgav J.C. Christensen i 1891 en lille oversigt over spørgsmålet, der, skønt af udpræget partifarve, afgiver et godt grundlag til nøjere studium, navnlig ved kildehenvisninger.
Dengang vakte afgørelsen stor sorg i demokratiske kredse, ligeså stor sorg hos de konservative embedsmænd. Godsejerne, der sammen med en del Bondevenner, disse dog kun som yderste udvej, havde gennemført Grundloven, var bedst tilfredse med den.
Efter den reviderede grundlov var forholdet det, at Folketinget, jfr. § 48, havde ret til at behandle finansloven først, samt at alle statsindtægter eller udgifter, jfr. § 49, var afhængige af finanslovens vedtagelse. Finansloven blev således statslivets bærende faktor, der måtte fornyes fra år til år, jfr. § 48; uden den var statens økonomiske liv hvilende. Af denne Folketingets stilling til finansloven har man udledet tingets overvejende indflydelse på statens økonomiske liv, — det er på statens liv overhovedet.
Landstinget på den anden side var med hensyn til den lovgivervilje, der gav forslagene virkende kraft, fuldstændig ligestillet med Folketinget. Uenighed kunne, jfr. § 53 drøftes i fællesudvalg, men afstemningen skulle ske i hvert ting for sig.
Efter ordene var skatterne ikke stående, lovenes virkning, forsåvidt de kræver udgifter, betingedes af den årlige finanslov. Uenighed måtte altså medføre, at lovforslagene ikke kom til eksistens, uenighed om finansloven måtte medføre, at statens liv hvilede.
Som tredje faktor stod regeringen, valgt af kongen, med ansvar overfor Folketinget som anklager og Rigsretten som dommer. Halvdelen af Rigsrettens dommere blev valgt af Landstinget.
Disse omstændigheder bar i sig årsagerne til, målene og midlerne i den efterfølgende politiske kamp.
Den ydre årsag var: En let forståelig differens i opfattelsen af lovenes indhold mellem de forskellige klasser i folket og de forskellige partier. Målet: At skaffe en større fraktion indenfor lovgivningsfaktorerne, — flertallet i Landsting eller i Folketing, — magten i hænde til at sætte sin reelle opfattelse igennem — fra Folketingets side ved folketingsparlamentarismen, fra Landstingets side ved kongens ret til frit at vælge sine ministre. Midlerne til at nå denne magt: Fra Folketingets side først finanslovnægtelse, dernæst visnepolitik og endelig atter finanslovnægtelse, fra Landstingets side provisoriske finanslove først som nødhjælp til i øjeblikket at slippe ud over dødpunktet (1877), dernæst samme middel for at føre regeringen videre (1885), med kgl. resolution som middel til at nå over dødpunktet, og endelig provisorisk lovgivning på flere vigtige lovgivningsområder (1890). Dette således at forstå, at Landstinget gjorde fælles sag med ministeriet Estrup.
Disse kampe varede i omtrent 20 år, og i denne periode gik vælgerne ikke alene på spørgsmålet om reelt indhold af lovene, men også i alle formelle spørgsmål i stedse stigende antal med Folketingets flertal. Landstingets kamp er det, som i det følgende ganske kort skal blive skildret. De skiftende venstregrupperinger vil senere blive berørte.

#### Perioden 1866-1875
Den første periodes Landsting bestod af fem forskellige grupper:
1. de stærkt konservative embedsmænd som C.C.G. Andræ og C.N. David o. fl.
2. godsejerne C.E. Frijs, J.B.S. Estrup, Theodor Rosenørn-Teilmann, Gebhard Moltke-Huitfeldt o. fl.
3. de nationalliberale af højre fløj: A.F. Krieger, W.J.A. Ussing, J.N. Madvig, Gustav Brock, Carl Christian Vilhelm Liebe, Orla Lehmann o. fl.
4. de nationalliberale af venstre fløj: Carl Ploug, Carl Wilhelm Thalbitzer, Christian Rasmussen, Moritz Philipsen o. fl., der næsten umærkeligt fortonede sig over i de moderate bondevenner. Mænd som Niels Henrik Frandsen, Laurids Schøler o. fl.
5. venstremænd som Theodor Hasle, N. Pedersen, Niels Rasmussen, J. Andersen o. fl.

Andræ nægtede trods indtrængende opfordring at modtage valg som formand, og hvervet overtoges da af Liebe, der røgtede det til året 1894.
Den alliance mellem "de store og de små bønder", der havde, om ikke skabt, så dog muliggjort den reviderede grundlov, holdt ikke længe. Oktoberforeningen opløstes allerede i året 1870. i Landstinget havde Venstre dog i den første periode kun 8 til 9 mand, og det var Niels Rasmussen fra Lisbjerg-Terp, der var deres fører; deres indflydelse var meget ringe. Kampen stod i Folketinget.
Efterhånden voksede et samarbejde frem mellem de konservative og de nationalliberales højre fløj.
Stor betydning fik den omstændighed, at man, da der under det rolige Frijs-Frijsenborgske ministerium kom stærk vækst i det saglige arbejde, tog stærk brug af det nationalliberale partis formelt fortræffelige parlamentarikere. Disse mænd, der besad en menneskealders uddannelse i dette arbejde, måtte nødvendigvis blive læremestre for de andre, deres idéer, der, forsåvidt det nationale angik, havde båret de sørgeligste frugter, og som nu var alt andet end liberale, kom til at præge alle de betydelige love, som gennemførtes i perioden til 1874. Godsejerpartiet med Estrup som virksomste mand, tog sig af jernbanevæsnet, og i denne periode skabtes landets samfærdselsnet. I 1866-69 kom Straffeloven, Loven om landkommuner, Lov om Søværnets ordning, Postkonventionen, Lov om umyndiges midler og Esbjerg Havn, Værnepligtsloven, der blev af gennemgribende betydning for vort landbrug, og flere andre love.
Vilhelm Birkedals Nazarethkirke i Ryslinge voldte Valgmenighedsloven, der fremsattes af P.C. Kierkegaard, som i 1867 var blevet kultusminister; under denne deltes Landstinget i to lejre, den ene omfattede de konservative, den anden lededes af Ploug; de første sejrede, og Kierkegaard nedlagde sin portefølje. Herefter lykkedes det at gennemføre en meget ændret lov, men afgørelsen hæmmede for et tidsrum af over 30 år kirkeforfatningssagen. Kirkekommissionen i 1868 bragte ikke sagen videre, og sagen blev først afgjort langt senere.
I 1869 trådte Estrup tilbage, fordi han følte sig svag, ingen anede den gang, at han skulle blive manden for 20 års stejl modstand og Højres enevældige fører. I 1870 den 28. maj gik ministeriet Frijs af, det var en konflikt på finansloven, der voldte det, — formelt — for reelt var der næppe blevet konflikt, hvis ikke enhver havde vidst, at Frijs i hvert fald ikke tænkte på at blive længe; men det var den første stormsvale, der bebudede folketingsflertallets ønsker. Så dannedes ministeriet Holstein — en alliance af godsejerne og de nationalliberales højre fløj.
I 1869-70 afholdtes lodtrækning om, hvilken af de to grupper, hvori Landstinget efter Valglovens § 50 var delt, i henhold til Grundlovens § 39 skulle træde af, det blev gruppen, der omfattede 3., 5., 6., 8., 10., 11. og 12. kreds. Ved suppleringsvalg valgtes Johannes Nellemann 25. september.
Landstingsvalgene den 1. oktober 1870 ændrede kun tingets fysiognomi meget lidt. Af nye kongevalgte kom grundtvigianeren H.R. Carlsen, Gammel Køgegård, til, af folkevalgte V.M.C. Oxenbøll og Lars Eriksen. N.B. Breinholt valgtes også dette år.
Samtidig tog "Det forenede Venstre" fat i Folketinget. A.F. Tscherning forlod efter forfatningskampen politikken, men J.A. Hansen og Geert Winther fortsatte hans førergerning. Ved formandsvalget i Folketinget i efteråret 1870 blev Christopher Krabbe formand, idet Laurids Nørgaard Bregendahl af Mellempartiet styrtedes. Der gennemførtes flere love, deraf Lov om de lærde skolers ordning og Jagtloven, men de nationalliberale førere i ministeriet var Venstre en torn i øjet. Den jyske Folkeforening stiftedes af Tschernings arvtager Geert Winther, og Femte Juniforeningen så lyset under J.A. Hansens og C.C. Albertis ledelse. Det var på dette tidspunkt, at Christen Berg ret fremtrådte, og kampen begyndte om den kommunale valgret, hvor Landstinget stod stejlt mod Folketinget, der hævnede sig ved at nægte en indkomstskats bevilling. Dette medførte C.E. Fengers afgang. A.F. Krieger blev finansminister, og den ligeledes nationalliberale C.S. Klein justitsminister. I året 1872 vedtoges Konkursloven og Lov om mark- og vejfred.
Samlingen 1871-72 var mærkelig derved, at Estrup i Landstinget under behandlingen af Lov om fæstevæsenet stillede sig på et krast godsejerstandpunkt og blev skarpt imødegået af Gustav Brock, medens formanden idelig greb ind i forhandlingerne, hvorunder Estrup erklærede, at "i de Herrers Øjne var en Godsejer en mistænkelig Person". Estrups ændringsforslag forkastedes; det er karakteristisk at se stemmegivningen: Med ham stemte Jacob Jacobsen til Falkensteen, Christian von Jessen, Jens Erik Albert Magius, Frederik Georg Julius Moltke, Ferdinand Mourier-Petersen, Jacob Baden Olrik, V.M.C. Oxenbøll, N.W. Petersen, Theodor Rosenørn-Teilmann, Ove Sehestedt Juul, Erik Skeel, Thyge de Thygeson, Jørgen Wichfeld, C. Andersen, C.C.G. Andræ, Johan Christian Bonne, Johan Christian Brinck-Seidelin, H.R. Carlsen, J.C.H. Fischer, Jørgen Grevenkop-Castenskiold; mod ham Venstre samt Frederik Nicolai Dresing, Lars Eriksen, Kjær, H. Pedersen, C.A. Hansen, Henri Alexandre Antoine de Dompierre de Jonquières, H.H. Kayser, J.N. Madvig, Moritz G. Melchior, Johannes Nellemann, Carl Ploug, Kvistgaard, Christian Rasmussen, Frits Tobiesen, W.J.A. Ussing, Carl Anthon Christian Berg, Vilhelm Bjerring, N.B. Breinholt og Mads Pagh Bruun. Fraværende var fra Højre: Brasen, C.E. Frijs, A.F. Krieger, O.D. Rosenørn-Lehn, Ole Edvard Sonne og Wolfgang Haffner.
Den 20. september 1872 fik Venstre ved valget flertal i Folketinget, og i 1873 kom kampen med Venstres flertal i Folketinget. Det forenede Venstre rejste kravet om, "at Regeringen var i Overensstemmelse med det af den almindelige Valgret udgaaede Thing", og fremsendte til kongen sin adresse om dette krav, vedtaget med 55 stemmer. En del af dem, der havde stemt mod den reviderede Grundlov, var dog modstandere af kravet og stemte mod adressen. I Landstinget vedtog man en mod-adresse med 44 stemmer mod 8.
Kongen svarede afslående på Folketingets adresse, og striden slog ud i lyse luer. Nu var Landstinget nået derhen, at det var sig bevidst at råde over magten til at stemme op imod Folketingets ønsker, og Folketinget på sin side var beredt til at føre kampen på finansloven. Det var de gamle nationalliberale, der trådte i brechen for ministeriet; Carl Steen Andersen Bille mod Christen Berg og J.A. Hansen. Finanslovnægtelsen foresloges den 2. maj 1873. Den senere landstingsmand N.J. Termansen rådede fra den, og faren drev over. En del love var vedtagne i denne samling, således Møntloven, Udpantningsloven og flere jernbaner. På forsvarsvæsenet var udvidelse af Søværnet nægtet af Folketinget.
Samlingen 1873-74 indlededes med et nyt adresseforslag, hvorunder konseilspræsidenten forlod salen. Forslaget vedtoges. Ministeriet indgav sin dimissionsbegæring, men kongen lod det blive, og dette meddeltes Folketinget. Det forende Venstre ønskede selv en opløsning, og Krieger holdt sin store tale om parlamentarismen, der er vel værd at gøre sig bekendt med, og i omfangsrige brudstykker meddeles i Thriges citerede værk (s. 443). Finansloven nægtedes, og Folketinget opløstes. Det var ved denne lejlighed, at Ludvig Holstein-Ledreborg og Octavius Hansen underskrev den kendte erklæring til vælgerne, hvori de fordømte finanslovsnægtelsen, og J.A. Hansen på et vælgermøde i Svendborg erklærede, at man ikke ville gentage eksperimentet.
Valgene kostede Det forenede Venstre nogle pladser, og da Rigsdagen atter trådte sammen, skete en fornyet henvendelse til kongemagten, denne gang fra finanslovnægtelsens modstandere, deriblandt Holstein-Ledreborg. Denne henvendelse affødte en kgl. håndskrivelse, der udtalte, at kongen anså et ministerskifte for skadeligt. Dette ikke paraferede regeringsaktstykke, der offentliggjordes som en almindelig kundgørelse, nedkaldte en sand storm over ministeriet, selv fra den side i Folketinget, der var mod parlamentarismen. Grundtvigianeren C.P.C. Schjørring, Termansen og Holstein-Ledreborg foreslog en dagsorden, der udtalte tingets misbilligelse af, at kongen blev draget ind i partistriden. Frede Bojsen sluttede sig til den, og den vedtoges.
Her er atter et afgørende punkt i striden. Nu er man vel nærmest tilbøjelig til om dette punkt at være enig med Venstre. Dets virkninger var omfattende; ikke alene erhvervede Venstre i Holstein-Ledreborg en betydelig kraft, men Venstre fik første gang anledning til at udslynge den beskyldning mod Højre, at man søgte at rokke ved monarkens uafhængighed af partierne, og selve forholdet til kongemagten blev draget ind som et skæbnesvangert led i forfatningskampen, en sætning, der endnu lever i De Ottes manifest af 1900 (da De Frikonservative blev dannet). Reelt blev det skete uden følger; thi den 31. marts vedtoges finansloven, og den 12. juni gik ministeriet Holstein af. Hverken Frijs eller Estrup ville danne et ministerium, og det blev C.A. Fonnesbech, der vovede forsøget.
Ved landstingsvalgene i 1874 den 1. oktober skete ikke betydelige ændringer. I København valgtes D.B. Adler og William August Carstensen for første gang, uden for København N.F. Schlegel og baron Christian Juul-Rysensteen. Ministerskiftet havde ikke hjulpet, Folketinget nægtede Præstelønningslovens vedtagelse og rejste skarp modstand mod forsvarssagen, der viste sig første gang; dog lykkedes det krigsministeren at få vedtaget 30 millioner til sagen, idet Københavns Befæstning udskødes, men den nåede kun lige ind i Landstinget. Da finansloven ikke blev behandlet færdig, blev den første midlertidige finanslov efter 1866 givet den 24. marts 1875, og Landstinget optog atter en fraveget praksis at nedsætte et finanslovsudvalg. Den midlertidige finanslov udløb den 14. maj, og netop den dag lykkedes det at få den ordinære vedtaget i fællesudvalg, men samtidig "handlede" man ministeriet Fonnesbech bort. I samlingen var Skifteloven og flere jernbanelove vedtaget. Den 19. maj 1875 indgav ministeriet Fonnesbech afskedsbegæring, og den 11. juni udnævntes ministeriet Estrup.

#### Perioden 1875-1885
Landstinget var nu næppe væsentlig fornyet, hvad personer angik, men tonen var blevet en hel anden. Det forenede Venstres krav om folketingsparlamentarismen havde formået, hvad ikke selve forfatningssagen i 1864 havde kunnet: At samle overklasserne til en kompakt majoritet i Landstinget. Nu og i årene til 1885 hed det for eller imod Det forenede Venstre og dets såkaldte "magtstræv". Og i hele denne periode tabte Højre ikke i Landstinget et mandat, men vandt lejlighedsvis enkelte. Stillingen var 15 medlemmer af Venstre mod 51 medlemmer af Højre, og af Venstres medlemmer stod endda flere Højre betænkelig nær.
Af de nationalliberale var Johannes Nellemann indtrådt i ministeriet, de andre sluttede sig fuldt ud til Estrups politik. Venstre spaltedes i to grupper, den første af de talrige spaltninger, partiet skulle undergås, denne gang efter stillingen til den "fonnesbechske handel", men denne spaltning blev kun af kort varighed. Og Venstre i Landstinget stod fuldstændig uden for Folketingets partidannelser.
I samlingen 1875-76 blev forsvarssagen atter taget op. En del af Venstre viste en vis imødekommenhed og tilbød 30 millioner til "de flydende forter" (søbefæstning af København), men forlangte tillige en indkomstskat. Folketinget opløstes, og nyvalg fandt sted 25. april 1876. Højre led et stort nederlag, og resultatet blev, at forsvarssagen henlagdes. Kampen blev stående i 1876-77, man ønskede ministeriet fjernet, og valpladsen blev finansloven med striden om de fem konstitutionelle punkter. Nu ville Venstre ikke en gang "handle" Estrup bort. I Landstinget under fællesudvalgets indstilling stod nu Carl Ploug som ordfører på ministeriets side — kampen havde ført til de mest yderliggående nationalliberales fuldstændige tilslutning til Estrup — han udtalte, at ministeriets fordrivelse nu ville være at betragte som en større ulykke end ikke-opnåelsen af enighed mellem de to ting.
Det kunne ikke undgås, at farerne ved forfatningen nu stod tydeligt for alle. Venstres hovedkrav var dette: Ministeriet skulle være i overensstemmelse med Folketinget, og til at tvinge det igennem benyttedes finansloven som middel, idet man gjorde overenskomst med Landstinget om dens affattelse afhængig af, at ministeriet trådte tilbage. Da fællesudvalgets indstillinger kom til forhandling i Folketinget, nægtede formanden Estrup ordet, og mindretalsindstillingen (Venstres) vedtoges med stor majoritet.
Den første provisoriske finanslov efter 1866 udstedtes så 12. april 1877; den støttedes på § 25 og hjemlede bemyndigelse til at afholde nødvendige løbende udgifter inden for forslaget til ord. Finanslov, udgifter, der var vedtagne af begge ting på finansloven 1877-78, og opkræve bestående skatter og afgifter.
Den provisoriske finanslov modtoges af Højre med stor jubel, de nationalliberale sluttede sig alle som en til den, Venstre stemplede vel loven som "et Udslag af en grundlovsstridig Magt gennem Krænkelse af Folkets Ret", Grundlovsværneforeningen dannedes, men selv om forbitrelsen var ret betydelig i øjeblikket, var dens årsag vel egentlig mere den, at ministeriet havde fundet et, ganske vist angribeligt middel, til at slippe ud over dødpunktet, og faktisk betød det første provisorium, der havde landstingsflertallets udelte bifald, en sejr for regeringen og en standsning i Venstres fremgang i folket for en kort tid. Samtidig hermed var rigsretsanklagen mod A.F. Krieger, der frikendtes.
Efter Grundlovens bydende forelagdes provisoriet den 5. oktober 1877 for Folketinget som anmærkning til finansloven 1877-78, henvistes til et udvalg og erstattedes efter en bevæget forhandling, der tilendebragtes i den 11. time natten mellem den 7. og 8. november, af en midlertidig finanslov, hvorefter den blidelig hensov i det nedsatte udvalg. Samtidig var Venstres spaltning indtrådt, og Det moderate Venstre trådte ud i livet. Spaltningen i Venstre bød Højre en ny chance.
Som tidligere bemærket var der sket en sammensmeltning mellem de nationalliberale partier og de konservative. Af tingets fremragende medlemmer ved tiden 1866 afgik ved døden Rosenørn-Teilmann 1879, Orla Lehmann 18. september 1870, Gustav Brock 2. december 1878, Jonquières 21. september 1879, Adler 4. december 1878, grev Frederik Moltke 1. oktober 1875. Udtrådte var foruden en del kongevalgte godsejere, hvis mandater udløb, Sehestedt Juul og C.N. David allerede i 1870. Det kan i denne sammenhæng bemærkes, at i 1880 udtrådte grev C.E. Frijs, og samme år døde C.A. Fonnesbech den 17. maj. Grev Frijs erstattedes af sin søn, Mogens Frijs, Fonnesbech af grev Christian Albrecht Lerche.
Landstinget var efterhånden blevet regeringens hird, det var fra dette ting, den var udgået, størstedelen af dens medlemmer havde sæde i tinget. Kampen med ministeriet opfattedes som en holmgang mellem de to ting om en art supremati, Folketingets adresse besvaredes med modstående adresse fra Landstinget, og forsvaret for regeringens politik førtes af Landstingets fremragende mænd. Det var navnlig A.F. Krieger, der som den ansete jurist førte ordet i forfatningsfortolkningsspørgsmålene, det var atter og atter hans udtalelser, der citeredes landet rundt for ministeriets politik.
Nu skete en ændring i dette forhold. Ved valget 1878 genvalgtes grev Christian Moltke til Lystrup, der havde fået sæde i tinget ved lensgreve Frederik Moltkes død, borgmester Nicolai Reimer Rump valgtes samme år, og den 12. november 1879 valgtes professor Henning Matzen i København ved professor Andreas Aagesens død. Matzen havde i året 1873 udgivet sin kendte brochure Grundloven og Folkets Selvstyre og i 1874 Til Gjensvar. Heri påviser han betydningen af Grundlovens § 25 som "ventil" i finanslovskampe. Hans teorier virkede stærkt, men man tøvede fra Højres side med at tage mod ham som partimand, og ved folketingsvalget i 1876 i København foretrak man den mere liberale borgmester Hans Nicolai Hansen for ham, men i 1879 var hans tid inde. I regeringen sad hans kollega, den juridiske professor Johannes Nellemann, og mellem disse to åbnedes der nu et samarbejde, der i høj grad kom til at præge landets politiske historie.
Der fulgte heraf som nødvendighed, at Krieger trådte i baggrunden, og selv om der hengik endnu nogle år, i hvilke det syntes, som om han var fuldt enig med den nye retning, skulle det senere vise sig, at han ikke kunne følge den i dens yderliggående tendenser.
Årene 1875-81 er mindre bemærkelsesværdige i den politiske historie. Man arbejdede så godt man kunne med de forskellige venstregrupper. Estrups biograf M.P. Friis udtaler, at denne periode betegner et svagt afsnit af Estrups politik. Der var vel i perioden 1879-80 gennemført en del vigtige love, såsom Lov om vekselsager, Lov om gift kvindes rådighed over selverhverv, Lov om kreditforeninger, Lov om statsbanevæsnet og Varemærkeloven m.v., men retsreformen henlagdes, forsvarssagen hvilede stadig, og i perioden 1880-81 gennemførtes kun straffelov for krigsmagten og nogle jernbanelove. Den 24. august 1880 fjernedes kultusminister Fischer af ministeriet, han havde nærmet sig de radikale. Jacob Scavenius erstattede ham, men mange mente, at det var uklogt at fjerne Fischer, der ansås for en mand med usædvanlig stor politisk indsigt og dømmekraft. Det var i samlingen 1880-81, at dyrtidstillæg var til forhandling, og Folketinget opløstes på grund af manglende evne eller vilje, som det lød i Estrups indstilling. Herefter begyndte visnepolitikken. Nu blev der fra Højre offentlig udtalt, at kampen ikke stod mellem Folketing og regering som hidtil siden 1873, men imellem Landstinget og Folketinget, idet dette ville diktere Landstinget finansloven. Valget gik Højre imod, samlingen bragte en finanslovskonflikt, der medførte en midlertidig finanslov, som fornyedes to gange, hvorefter Folketinget opløstes igen med det resultat, at Højre atter tabte 6 kredse. Man fik stadig ingen finanslov. Først efter en hel samlings hede kampe og et fællesudvalg i maj 1882 lykkedes det at opnå enighed, det såkaldte majforlig. Den 10. maj 1882 vedtoges finansloven i Landstinget.
I 1882 holdtes landstingsvalg den 30. september. Af nye medlemmer valgtes ingen. Stillingen blev i det hele uforandret. Under visnepolitikken indskrænkedes tingets arbejde til et rent minimum, Landstinget standsede D.G. Monrads forslag om personlig kommuneskat på formue og indtægt med en dagsorden, hvori visnepolitikken fordømtes, om finansloven førtes mægtige kampe, og i 1883 standsede Landstinget Toldloven, men vedtog en lov om forsvarsvæsenet, som Folketinget så til gengæld standsede med en dagsorden mod regeringen. Den 10. februar 1883 valgtes medlemmer til Rigsretten, og et forslag fra Venstre om at benytte forholdstalsvalgmåden, som tidligere havde været skik, mødtes af Carl Liebe som formand med en kort erklæring om, at denne valgmåde kun er hjemlet ved valg af udvalg, ikke ved valg til Rigsretten, og at denne sag ikke kunne gøres til genstand for forhandling.
Så blev Rigsretten besat med lutter højremænd, og det var først den 6. februar 1903, at den frikonservative formand Hans Nicolai Hansen genoptog den gamle praksis, hvorved Rigsretten atter fik medlemmer af alle partier.
Forsvarssagen trådte nu i forgrunden i forfatningskampen, forsvarsadresserne kom frem og fik 106.000 underskrifter. Man levede nu på midlertidige finanslove.
1883 var adressernes år, og de store folkemøder, mødet i Herthadalen, i Hillerød, Ballerup og Skanderborg. I dette år dannedes den samlede opposition mod Estrup, der ved valgene i 1884 erobrede København. Året 1883 gik til ende, og 1884 kom med bebudelsen af en ny æra i politikken ved Landstingets nægtelse af den midlertidige finanslov den 29. marts 1884. En 35årig praksis havde suppleret Grundlovens regler med reglen om en midlertidig finanslov for det tilfælde, at den nye ordinære ikke ved udløbet af en periode skulle være vedtaget. Den angik "løbende udgifter”, der kunne afholdes, men mellem Landstingets og Folketingets statsrevisorer var der opstået uenighed om forståelsen af ordet "løbende", såvel som om forholdet til den ældre finanslov.
Da forslaget om en midlertidig finanslov kom til behandling i Landstinget, udtalte flertallet i Finansudvalget, der bestod af N.B. Breinholt, Frederik Vilhelm Steen Danneskiold-Samsøe, H.H. Kayser, Henning Matzen, Ferdinand Mourier-Petersen, Simon Peter Raben og Schlegel, at den midlertidige finanslov ikke kunne tilrådes, det var en uden for Grundloven liggende nødhjælp af tvivlsom værdi, der kunne bruges i nødstilfælde, men ikke, når Folketinget havde 6 måneder til finanslovens behandling. Man ville de lange rigsdagssamlinger til livs. Udvalget foreslog loven forkastet, og det blev den.
Praktisk betydning fik dette ikke straks; thi Landstinget vedtog den 31. marts Folketingets finanslov, medens det den 30. maj forkastede Folketingets lovforslag om en sammenknytning af spørgsmål om toldreformen med den spanske handelstraktat, der var til forhandling på Rigsdagen.
Den 4. oktober 1884 brændte Christiansborg Slot, og Rigsdagen rykkede ind i kasernen i Fredericiagade, hvor Estrup ikke tog ordet efter Holstein-Ledreborgs tale i finanslovsdebatten, og Folketinget vedtog en dagsorden, hvori forhandling med ministeriet erklæredes for ørkesløs.
I årene fra 1881-1884 havde striden mellem Landstingets flertal og regeringen på den ene side og Folketingets flertal på den anden side taget en form, der var væsentlig forskellig fra halvfjerdsernes. Reelt var der uenighed om forsvarssagen, hvor Højre holdt på Københavns Befæstning, som venstre var imod. i Landstingets udvalgsbetænkning af 1882 havde dog Carl Anthon Christian Berg, Johan Christian Bonne, Lars Eriksen og Carl Ploug udtalt en frygt for at give denne en fremtrædende plads, W.A. Carstensen havde foreløbig modsat sig den, og Andræ og Ussing modsatte sig den ubetinget. I toldsagen var der ligeledes reel uenighed, idet Landstinget modsatte sig nedsættelsen, og enighed opnåedes ikke, uagtet C.A. Broberg foreslog fællesudvalg prøvet, hvad flertallet modsatte sig. Lovforslag vedrørende gejstligheden og kommunal valgret strandede på Landstingets modstand, men i øvrigt var det, som omtalt i det foregående, ved Venstres taktik, visnepolitikken, udelukket, at egentlig lovgivningsarbejde kunne finde sted.
Det kan altså siges, at der på næsten alle reelle spørgsmål var uenighed. De store reformer, der stod for, og som man erkendte burde søges gennemførte, var på dette tidspunkt: reformer af retsvæsnet, forsvarsvæsenet, kirkevæsnet, toldvæsnet og fattigvæsnet. Venstre hævdede, at ministeriet Estrup ikke kunne gennemføre nogen af disse reformer på grund af den uenighed om lovenes indhold, der måtte være mellem dette ministerium og Folketingets flertal. Højre svarede hertil, at det lå uden for forfatningen ved fortsat nej at tvinge kongen til at foretage en forandring i ministeriet.
Det vil heraf ses, at medens Venstres indvending var reel, var Højres formel. Der stod imidlertid en meget stærk opinion bag Højre; på delegeretmødet i december 1884 angreb en proprietær Matzen, Slumstrup, Landstinget i så hårde udtryk for dets eftergivenhed, at Wolfgang Haffner måtte protestere mod, at tinget omtaltes i sådanne udtryk, en protest hvortil H.P. Ingerslev og Ploug, den sidste forsonende, sluttede sig. For landets konservative befolkning stod Venstres færd som rettet mod kongen personlig, Venstres manifest af 7. april 1885 udtaler sig om "skamløse Forsøg, der fra flere Sider ere gjorte paa at stille det danske Folks store Flertal frem som Fjender af Kongemagten". Og endelig sluttede Landstingets flertal sig fast om ministeriet. I perioden mellem det første og andet provisorium havde Estrup en tid lang ladet Landstinget føre forhandlingerne med Folketinget uden at gribe ind. i 1884 dannede den foranførte nægtelse af den midlertidige finanslov overgangen til en ny kurs — regeringens kurs.
Lovgive uden Folketinget kunne Estrup ikke, han kunne ikke heller tvinge flertallet i dette ting til at forhandle med ham. Der er endnu den dag i dag ikke fuld klarhed over den offentlig fremdragne episode, at man efter valgene 25. juni 1884 kunne have fået et ministerium Berg, om ikke Scavenius, hvad der var naturligt, og enkelte venstreførere, hvad der kunne synes mindre naturligt, havde arbejdet derimod.
På det almindelige lovgivningsområde var samarbejdet standset, på finansloven forhandlede Venstre stadig, men bortskar i 1884 ca. 8 millioner af det, regeringen havde forlangt. Loven kom i fællesudvalg. Af dettes 15 medlemmer fra hvert ting var følgende af Landstingets Højre: Otto Blom, William August Carstensen, Frederik Vilhelm Steen Danneskiold-Samsøe, Fischer, Wolfgang Haffner, H.P. Ingerslev, Christian Juul-Rysensteen, H.P. Larsen, Henning Matzen, Christian Moltke (Lystrup) og N.F. Schlegel, et medlem, C.A. Broberg, stod ministeriet fjernere; af Venstre sad H.C. Hansen-Kartofte, Theodor Hasle og C.J. Hauerslev i udvalget. Oppositionen havde flertal. Frede Bojsen af Folketinget var formand.
Dette fællesudvalg var så meget mere betydningsfuldt, som følgen af ikke opnået enighed måtte blive en provisorisk finanslov. Året forud havde som meddelt Landstinget brudt med den 35-årige praksis at vedtage en midlertidig finanslov. Den 20. februar 1885 havde regeringen i Folketinget fremsat et forslag til en midlertidig finanslov, der bemyndigede til at opkræve skatter og afgifter, afholde løbende udgifter og nødvendige udgifter efter det fremlagte forslag til finanslov for året med de ændringer, der er vedtagne i begge ting. Dette forslag, der gik langt videre end provisoriet af 1877, vakte en storm i Folketinget, D.G. Monrad udtalte, at Estrup ligeså godt kunne foreslå Folketinget afskaffet, når alle udgifter kunne afholdes, som ministeriet anså for nødvendige, og Landstinget ikke havde været enig med Folketinget i at nægte; selv skældsord som "kæltring" lød i salen. Folketinget bragte forslaget tilbage til den før 1883 brugte form, med udtrykkelig begrænsning til 30. april 1885.
Landstinget fik så forslaget til behandling. Ussing talte mod det, Krieger betonede, at det var en konstitutionel umulighed at drage grænsen for de nødvendiggjorte udgifter der, hvor begge ting var enige om at nedsætte, han påviste, hvad forresten Holstein havde gjort i Folketinget, at konsekvenserne heraf ville ramme Landstinget føleligt i fremtiden, betegnede det som en abdikation fra Landstingets side.
Men højreflertallet ønskede forslaget fremmet på forslag af Haffner, Larsen, Matzen, Joachim Bruun de Neergaard og Carl Ploug, og det vedtoges med en redaktionel ændring, som i Folketinget var fremsat af Lars Dinesen og H. William Scharling, hvorved ordene "hovedsummer og enkelte poster" indførtes. Ved "eneste" behandling i Folketinget sloges det fast, at Estrup ville modsætte sig et ændringsforslag, der gik ud på at foreslå, at regeringen ikke skulle kunne afholde udgifter, som var nægtede af et af tingene. Ved eneste behandling forkastede Landstinget den midlertidige finanslov med 41 stemmer mod Venstre, Broberg, Krieger og Ussing. Oxenbøll stemte ikke, Lars Eriksen, Søren Pedersen og M.C.F. Zahn var fraværende.
Herpå fulgte Folketingets adresse til kong Christian IX, hvor det udtales, at der intet håb er om, at forholdet mellem ministeriet og Folketinget kan forandres, og at enhver sag bliver et tvistens emne, villighed til forhandling med en anden regering er til stede, det udtales ikke bestemt, at ministeriet ønskes fjernet, men det stilles til kongens afgørelse, om kampen skal fortsættes eller „historien fra dette øjeblik, da faren er størst, skal regne en periode af nyttigt og enigt arbejde til folkets og fædrelandets vel". Stemmeantallet var 76 mod 16.
Landstingets adresse på forslag af Haffner, H.P. Larsen, Henning Matzen, Neergaard og Ploug, fik 44 stemmer mod 12, den beklagede, at finansbehandlingen trækkes i langdrag i Folketinget, at de midlertidige finanslove ikke forstås ens af tingene, stridens årsag er Folketingets krav om, at regeringen skal sammensættes efter Folketingets flertals ønske, visnepolitikken dadles, adressen slutter med ret højtidelige ord, hvori det udtales, at samfundets beståen trues, men at regeringen vil vide at opretholde ordenen, hvortil alle loyale og trofaste borgere vil yde kongen bistand, Landstinget vil stedse forblive sin pligt tro og være rede til imødekommenhed. Den vedtoges d. 19. marts. Krieger, Nellemann, Søren Pedersen og Broberg stemte ikke. Ussing, Estrup og Rosenørn-Lehn var fraværende. Kongen svarede med at betegne finanslovens ikke-vedtagelse som en ulykke, men ministeriet var ingen hindring for finanslovens vedtagelse i Rigsdagen, dets afgang kunne ikke sættes som betingelse. Folketinget forsikredes om, at kongens kærlighed og troskab til Grundloven ikke var mindre end Folketingets, Landstinget takkedes for den beredvillighed, det allerede i gerning havde vist ved finanslovbehandlingen og tilsagnet om at tilstræbe bevarelsen af kongens ret og folkets frihed inden for grundlovens grænser.
Af disse adresser og kongens svar ligger det klart, at venstre her intet mere har udtalt, end at dette ministerium var en hindring for reelt arbejde, hertil har Højre indvendt, at den rent formelle omstændighed, at dette ministeriums bortgang kunne skabe et præcedens for andre ministerier, gjorde det umuligt at tage det reelle hensyn. Og samtidig indeholder Landstingets adresse en mærkelig ytring om, hvad regeringen kan og vil gøre, der kun kan opfattes som: Der er ingen grund til at være bange for at gå til det yderste.
Kongens svar, der denne gang var parafraseret af Estrup, imødegår en af Folketinget ikke fremsat udtalelse om manglende kærlighed til og troskab mod grundloven og bortser ganske fra tingets ønske om og villighed til at forhandle med en anden end Estrup. Svaret blev ikke diskuteret.
Estrup ville altså ikke trække sig tilbage, endnu forelå kun de formelle grunde, frygten for, at Folketingets flertal ved regeringens tilbagetræden skulle flytte overvægten i statsstyrelsen over til Folketingets flertal. Realiteter anførtes ikke, så langt var man inde i den formelle kamp, og en rimelig grund, der kunne være, manglende tillid til, at Venstre kunne optræde enigt, kom slet ikke frem hverken i adressedebatten eller i agitationen.
Så kom fællesudvalget og endnu et forsøg på at skaffe en midlertidig finanslov, det juelske forslag, i Folketinget; det strandede i Landstinget, uagtet Krieger lagde sin autoritet i vægtskålen for at nå en udvej.
Den 1. april 1885 afgav Landstingets medlemmer i fællesudvalget, Blom, Carstensen, F.V.S. Danneskiold-Samsøe, Fischer, Haffner, Ingerslev, Juul, H.P. Larsen, Matzen, Moltke (Lystrup) og Schlegel en erklæring om, at de var villige til at forhandle med flertallet, men mente dog at måtte fastholde 4 millioner, hvorom der ikke var enighed. Broberg indtog et særstandpunkt, men tiltrådte fremstillingen og beklagede, at der ikke blev lejlighed til at stille et mæglingsforslag. Venstre erklærede sig ude af stand til forhandling.
Troligt er det, at man ikke ønskede at købe forlig ved indrømmelser; for det reelle lovgivningsarbejde var der intet at nå, man havde gang på gang udtalt, at når Estrup ville gå, kunne man enes om resten.
Det tør vel også antages, at Venstre imødeså en provisorisk finanslov med ro, den ville kunne være undgået, om man havde strakt sig videre overfor Landstinget, men situationen ville atter og atter vende tilbage, og betingelsen for enighed, den, at begge ting skulle enes om at gøre finansloven til et neutralt territorium, en vej, J.N. Madvig i en pjece i 1882 havde påpeget, kunne ikke benyttes, da finanslovskampen i virkeligheden var Venstres eneste effektive våben, og stemningen i befolkningen æggede til kampens fortsættelse.
Så sluttede samlingen, Højre kunne sige, at venstre havde nægtet forhandling i fællesudvalget, men Venstre kunne hævde, at regeringen havde afbrudt fællesudvalgets arbejde; det vakte megen uvilje, at det åbne brev, hvormed Rigsdagen sluttede, var dateret 30. marts, medens forligsunderhandlingerne endnu stod på i fællesudvalget. Venstre forlod Folketingssalen, da Estrup oplæste det åbne brev.
Så kom det andet provisorium af 1. april 1885. Dets ordlyd er noget nær Landstingets vedtagelse af Estrups forslag til midlertidig finanslov, dog med den væsentlige afvigelse, at løbende udgifter er erstattede med "de til statsstyrelsens førelse nødvendige udgifter, deriblandt de udgifter, der er vedtagne af begge Rigsdagens afdelinger ved finanslovforslagets sidste behandling, dog således, at de på forslaget for 1885-86 opførte summer og poster ikke overskrides." I den allerunderdanigste forestilling, der ledsagede loven, indeholdes regeringens nye politik, at søge midler til statsstyrelsens foreløbige førelse efter eget skøn, under ansvar for rigsretten uden at være bunden ved andet end det en gang fremsatte forslag, idet den enkelte vedtagelse i tingene ikke kunne tillægges betydning, når ikke finansloven forelå som et hele.
Regeringen stod ikke alene her. Rigsdagens Højre sluttede sig til dens politik og betonede i et manifest, at venstre ved at foretrække finanslovens sprængning frem for at tage fornødent hensyn til Landstingets berettigede ønsker havde nødvendiggjort en provisorisk bevillingslov.
Dette manifest fik forøget betydning derved, at 7 medlemmer af Rigsretten havde underskrevet det, nemlig: Christian Cederfeld de Simonsen, Lars Eriksen, Haffner, etatsråd J.C. Jacobsen, H.H. Kayser, Mourier-Petersen og Christian Rasmussen, Ryslinge. Blandt underskriverne savnedes fire landstingsmænd, der tidligere havde stemt med Højre: Broberg, Krieger, Søren Pedersen og Ussing.
Ganske vist overså man i stridens hede, at rigsretsmedlemmeme ikke havde bundet sig med hensyn til regeringens reelle skøn om. Hvorvidt udgifter var nødvendiggjorte, men det stod fast, at med hensyn til det formelle spørgsmål om lovens grundlovsmedholdighed garderede disse dommere sig ikke, som C.S. Klein hyppigt havde gjort det i Folketinget ved at nægte at udtale sig. Den provisoriske finanslov fik den provisoriske riffellov i følge.

#### Perioden 1885-1890
Forinden fremstillingen af de politiske begivenheder på Landstinget fortsættes, skal der gøres et par bemærkninger om tingets sammensætning og samtidig om valgene 1886. I perioden 1875-86 var afgået ved døden Fischer den 16. august 1885, Rosenørn-Teilmann den 10. januar 1879, stiftamtmand Henrik Christian Nielsen, der udtrådte 13. marts 1882, etatsråd C.A. Broberg, død 30. april 1886, Moltke til Bregentved, død 1. oktober 1875, Magius, død 11. juni 1884, A.C. Andersen til Søvertorp, død 22. december 1882, N.E.B. Brasch, død 29. januar 1884, Christian von Jessen, død 6. februar 1884. Søren Pedersen udtrådte i juni 1885 efter provisoriet, som han ikke kunne slutte sig til. Brinck-Seidelin var udtrådt 1. februar 1875.
Af nye medlemmer var i de afdødes sted trådt professor Carl Goos, grev Christian Danneskiold-Samsøe (tidligere valgt for 6. kreds) som kongevalgte, ved suppleringsvalg grosserer Harald Hansen, gårdejer P. Pedersen, grev Christian Albrecht Lerche, kaptajn J.L. Tvede, grev Christian Ahlefeldt-Laurvig, borgmester Harald Høst, kammerherre Sophus Skeel og godsejer H.P. Ingerslev. På grev Lerche nær genvalgtes disse ved det ordinære valg 1. oktober 1886. Af nye valgtes lensbaron Tage Reedtz-Thott, hofjægermester Hannibal Sehested, professor, senere biskop Hans Valdemar Sthyr og på Færøerne sysselmand Klæmint Olsen. Partistillingen blev uforandret, idet dog Højre mistede et medlem for 8. kreds, prokurator Zahn, der var valgt ved suppleringsvalg.
Da rigsdagssamlingen begyndte den 5. oktober 1885, ventede man, at den provisoriske finanslov ville blive forelagt i Folketinget; Estrup forelagde imidlertid først finansforslaget for året 1886-87. Venstre forelagde derfor den 8. oktober ved C.C. Alberti provisoriet, men regeringen nægtede at tage hensyn hertil. Den 21. oktober havde Estrup bebudet provisoriets forelæggelse, men den dag skete typograf Julius Rasmussens attentat på ham, Rigsdagens møder udsattes til den 8. december og en række provisoriske love til "ordenens opretholdelse" blev givne: Gendarmeriloven, presseprovisoriet m.fl.
Finansprovisoriet fremlagdes først i Folketinget den 21. januar 1886 og nægtedes overgang til anden behandling den 25. Man stod nu uden sædvanlig lovlig hjemmel til afholdelse af udgifter og opkrævning af indtægter, medens Rigsdagen var samlet, og den 26. januar udstedtes så en kgl. resolution, der i denne henseende skulle gælde som finanslov, den mødtes af Folketingets protest med 72 stemmer mod 14, og betegner vel nok yderpunktet i hele forfatningskampen, hævdelsen af sætningen om de gældende loves uafhængighed af finansloven mod Venstres skarpe protest. De tre provisorier var forelagte i Landstinget, der henviste dem til udvalg. Først ved forliget i 1894 ophævedes de. De var "forelagte" den påfølgende Rigsdag og bestemmelsen i Grundlovens § 25 således sket "fyldest".
I denne rigsdagssamling behandledes en lejlighedslov om arbejdsløshed, hvor regering og Landsting ønskede bevillinger til arbejder, Folketinget en statsgave. Loven strandede. Folketinget nægtede Toldloven overgang til 2. behandling og forkastede et af regeringen fremsat grundlovsforslag, hvori uenighed mellem tingene tænktes afgjort ved lodtrækning. Samtidig fremsatte Christian Juel i Folketinget (ikke at forveksle med Landstingets Christian Juul-Rysensteen) og Klein sammesteds grundlovsforslag det første nægtedes overgang til 2. behandling. Finansloven nægtedes ligeledes overgang.
Den 23. januar forelagde Estrup det samme finanslovsforslag i Landstinget; han ønskede ikke at Landstinget skulle betages "dets forfatningsmæssige adgang til at øve indflydelse på finansforvaltningen i det nævnte finansår."
Folketinget protesterede, og 14 medlemmer af Venstre i Landstinget nedlagde indsigelse, Krieger talte mod forelæggelsen og hævdede, at en finanslov ad ruten Landsting, Folketing, regering var en forfatningsmæssig umulighed, diskussionen en privat samtale uden statsretlig betydning. Ussing delte væsentlig Kriegers opfattelse, men forslaget henvistes til et udvalg bestående af Ahlefeldt-Laurvig, Blom, Bonne, Breinholt, Carstensen, Christian Danneskiold-Samsøe, Haffner, Juul-Rysensteen, Larsen, Matzen, Christian Moltke, W. Petersen, Raben, Schlegel og Nicolai Elias Tuxen.
Ved 2. behandling udeblev Venstre og Krieger, men så sluttedes samlingen, inden behandlingen var til ende.
Under samlingen 1886-87 faldt to domme, der fik politisk betydning; den første var højesteretsdommen af 15. oktober 1886, hvori det statueredes, at de provisoriske love ikke berørtes af den ved privat initiativ fremkaldte forkastelse, og således kunne overleve en rigsdagssamling. Det siger sig selv, at denne dom toges til indtægt for Højres agitation; men den kaldte i Højre stemmer frem til modsigelser fra mænd, der tidligere havde støttet den konservative sag. Således udtalte gehejmekonferensråd J.N. Madvig i en pjece, der trykt som manuskript, tilstilledes de fremragende agerende i kampen, sin anskuelse om, at højesteretsdommen var urigtig, støttet på vægtige citater fra grundlovsforhandlingerne og fremsat med stor sindighed og kløgt. Til disse betragtninger, som han altså ikke udgav offentligt, men som alle interesserede kendte, føjede han en opfordring til at søge at komme ud af konflikten, båren af hans medfødte frisind og varme kærlighed til fædrelandet, der ved sin smukke og hensynsfulde form vil leve som et minde om en af århundredets største mænd, der højt op i oldingeårene bevarede sindet mærkelig frisk og påvirkeligt. Den anden dom var dommen over Christen Berg i holstebroaffæren, der vil være almindelig kendt, efterfulgt af Bergs fængsling under rigsdagsforhandlingerne, en, som det nu synes, ikke retfærdiggjort foranstaltning, der vakte dyb mislyd og sent vil blive glemt.
Medens Berg sad fængslet, førtes under dybeste hemmeligheds slør på et privat fredhelligt sted forhandlinger imellem mænd af begge ting. Man var så vidt, at en finanslov kunne vedtages, ja den var endogså antaget af ministeriets chef, så rejstes modstand mod kompromiset af medlemmer af regeringen, der senere skulle vise sig mere medgørlige, og forhandlingerne sank tilbage i mørket.
I efteråret 1886 samledes Rigsdagen den 3. oktober; Venstre ændrede nu taktik og vedtog finanslovens behandling; man begyndte at forhandle, og 2. november 1886 stadfæstedes Lov om konvertering af statsgælden; finansprovisoriet henvistes til et udvalg, men allerede 8. januar 1887 opløstes Folketinget, da regeringen mente, at finanslovbetænkningen vidnede om, at intet resultat kunne nås.
I 1886 var befæstningen af København begyndt ad provisorisk vej ved bevillingen på finanslovene. Valget 1887 bragte Højre nogen fremgang, partiet talte nu 27 medlemmer i Folketinget. Den 1. februar 1887 samledes Rigsdagen igen, samlingen bragte lidet, men det var nu blevet praksis, at regeringen gennem Landstingets finanslovsbehandling erfarede, hvad dette ting ville gå med til, og derefter rettede sine bevillinger på de provisoriske finanslove. Landstinget var således en art rådgivende forsamling, der i forening med regeringen udøvede det finansielle lovgivningsarbejde og befæstede København.
I 1887 begyndte man at gøre enkelte love færdige fra Rigsdagen, en lov om selvejere på Bornholm, om byggeforhold i København, om beskatning af brændevin, om roesukker, husdyravl m.fl.
Riffelprovisoriet hævedes provisorisk den 15. april 1887, det syntes, som om der var stemning oppe for tilnærmelse mellem Folketing og regering, Holstein forhandlede med Carl Tvermoes, og der bragtes gennem dem en forhandling i stand mellem Hørup-Bojsen og Nellemann-Estrup. Den førte dog ikke til andet, end at Berg nedlagde sit hverv som Folketingets formand.
Denne forligsforhandling, der førtes mellem regering og Folketing, ikke som den forberørte imellem landstings- og folketingsmedlemmer, var mere officiel end den forrige; den foregik i ministerværelserne og faldt, fordi menige medlemmer af Venstre — Victorinus Pingel sammenlignede dem med capitolinske gæs — "råbte gevalt og fik Berg til at demonstrere".
I samlingen 1887 til 1888 forelagdes straks 4 provisorier i Landstinget, derefter den 7. oktober Gendarmeriloven og den 17. Riffelloven og loven om dens ophævelse; finansloven behandledes i Folketinget, og her fulgte Berg sin udtalelse fra ellingemødet den 10. juli 1887 at stemme imod finansloven ved 3. behandling, hvad han gjorde til sin død. Den provisoriske finanslov nægtedes overgang til 2. behandling på Holsteins forslag den 17. oktober, og Rigsdagens møder udsattes til 5. december, hvorefter et nyt provisorium udstedtes.
Landstinget beholdt endnu de provisoriske love og tog meget ublidt mod de af Folketingets medlemmer indbragte vedtagne lovforslag, såsom Lov om kvinders valgret i kommunale sager, men pludselig forandredes slagmarken ganske ved Margarineloven, der kom til at indtage en højst mærkelig plads i vor politiske historie.
Landmændene i Landstinget samledes ved den fare, de så i margarinefabrikationens konkurrence med smørret, og enedes med Folketingets landmænd om at møde fabrikationen med forholdsregler. Dette ønskede Viggo Hørup at benytte til på den økonomiske fællesinteresses grundlag at danne et agrarisk mellemparti. Regeringens flertal, byernes Højre, arbejderpartiet og Bojsens gruppe stillede sig mod Hørups politik, hvortil Holstein-Ledreborg havde sluttet sig. Følgerne af denne konstellation blev påskeforhandlingerne, hvor 8 jyske bønder med Villars Holm i spidsen førte direkte forhandlinger med Estrup om at bevilge 8 millioner til Københavns Befæstning og afvikling af provisorierne, forhandlinger, der strandede, hvorefter Folketinget vedtog en dagsorden mod "befæstningen" og der den 20. april udkom en kgl. resolution, i kraft af hvilken de 8 millioner anvendtes.
I samlingen 1888-89 kom i Landstinget den 1. april 1889 tillægsbevillingsloven til forhandling, hvor krigsministeren stillede forslag om at genindsætte de 8 millioner til fæstningen, der var udstemt af Folketinget. Andræ forlangte, at der skulle stemmes om sagens foretagelse, der ikke kunne ske, da 3/4 af stemmerne ikke kunne samles derfor. På et nyt møde gentog Andræ sin fordring, og afstemningen om denne sag hindredes, Højre måtte nøjes med, at grev Christian Moltke på partiets vegne udtalte sig for bevillingen. Det mindretal, der forhindrede forslaget, var: Venstre, Krieger og Andræ.
Samlingens resultater var en del love, deraf flere jernbanelove, Lærlingeloven, Brandforsikringsloven for landbygninger, Teaterloven, Bygningsloven for København, Bonusloven, Lov om Rigsarkivet, Hundeloven og flere andre, i alt 40 love. Finansloven vedtoges ikke, den nåede i Landstinget kun anden behandling.
I denne periode var Venstres organisation uden for Rigsdagen blevet dannet; på Rigsdagen stod Bojsens flertalsgruppe og Hørup-Holsteins gruppe som forhandlende mod Bergs gruppe, der ikke forhandlede.
Samlingen 1889-90 gav kun ringe resultat. Hørup og Bojsen gerådede i stærk modstrid, den 3. januar opløstes Folketinget, Holstein og Hørup fremsatte et forslag til en midlertidig finanslov for 1889-90 den 21. marts 1890, men forslaget blev ikke fremmet; for 1890-91 ville man ikke fremsætte det.
Den 1. april 1890 forelå for Landstinget "forslag til beslutning af Landstinget i anledning af finanslovforslaget". Under dette forslags eneste behandling udtalte ordføreren, Schlegel, at da finansloven for året 1890-91 først den 28. marts var tilstillet Landstinget, havde man ikke tid til inden finansårets udløb at sætte forslaget under behandling i tinget. Da tinget allerede i 1885 havde fraveget den praksis at vedtage foreløbige finanslove, foreslog han det omdelte forslag vedtaget. Dets ordlyd er følgende: "Da Folketinget har tilbageholdt forslaget til finanslov for 1890-91 så længe, at det er umuliggjort Landstinget at underkaste dets enkeltheder en drøftelse, beslutter Landstinget i tillid til, at regeringen ligesom i tidligere år ikke stiller større krav, end hvad der anses for nødvendigt til statsstyrelsens forsvarlige ledelse, og idet Landstinget fralægger sig ethvert ansvar for, at der ikke tilvejebringes nogen regelmæssig finanslov for næste finansår, eftersom den hertil fornødne forhandling mellem tingene uden dets skyld er afskåren, at tiltræde regeringens forslag til finanslov for 1890-91 i dets helhed med de til samme i Folketinget af regeringen stillede ændringsforslag."
Af Venstre talte Thomas Nielsen og J. Pedersen mod forslaget. Hovedindvendingen var denne, at præmisserne var ukorrekte. Når finanslovforslaget først så sent kom Landstinget i hænde, skyldtes dette i første række opløsningen i december 1889, hvorefter valget i januar 1890 bragte 26 nye medlemmer og 3 nye mænd i finansudvalget, der var ikke ringeste årsag til at gå af vejen for en midlertidig finanslov, og Rigsdagen kunne såre vel forblive samlet noget længere endnu, hvorhos de af regeringen på forslaget optagne 3 millioner til befæstningsanlæg gjorde sagen endnu værre. Thomas Nielsen betonede skarpt, at den omstændighed, at flertallets ordfører fralagde sig ansvar, ikke kunne hæve ansvaret. Matzen replicerede; som Thomas Nielsen sagde, var han højt oppe, han udtalte historiens dom om folketingsflertallets fremgangsmåde, og til ham sluttede sig Frederik Vilhelm Steen Danneskiold-Samsøe, af Landstingets moderate højremænd, der udtalte, at vel gav man herved ministeriet et tillidsvotum, der næsten satte tinget ud af spillet, men anden vej var ikke mulig.
Beslutningen blev vedtaget med 40 stemmer mod 14. Nellemann stemte ikke, Estrup var fraværende. Folketinget protesterede på forslag af Venstres bestyrelse mod landstingsbeslutningen, og samme dag sluttedes samlingen.
Efter samlingen begyndte opførelsen af Middelgrundsfortet og Frilageret i København. Medens uoverensstemmelserne tidligere havde været væsentlig indskrænket til finansloven, åbnedes nu en vid mark for strid, og venstre opfattede det skete som "en afbrydelse af enhver forhandling om udjævning af gamle stridspunkter, idet Landstinget havde knæsat den sætning: når tingene er uenige, regerer regeringen alene på alle områder".
Den 12. juni 1890 nedlagde Holstein-Ledreborg sit mandat som folketingsmand med disse ord: "En Tilbagevenden til den Grundlov, vi har haft, er umuliggjort; thi den kan kun naas ad én Vej: Forstaaelse i Kraft af fri Forhandling paa Grundlag af Agtelse for hinandens Ret, og samtidig er Forudsætningen for min Politik bristet baade Nu og i Fremtiden".
Holstein havde været sjælen i den forhandlingspolitik, der fra Venstres side havde været drevet i slutningen af firserne, og hvis formål havde været enhver forhandling, kun ikke provisoriernes godkendelse. Bojsen blev hans arvtager. Han og hans parti fattede den beslutning at fortsætte forhandlingspolitikken uanset det skete, og herved inaugureredes det moderate partis politik, der under hans førerskab lededes til systemskiftet 1901, holdt sig et års tid efter men efter en hård kamp i vælgerfolket, fortsat i en årrække, førte til det moderate partis opløsning. De andre grupper af Venstre, der siden da end ikke indrømmede de moderate venstrenavnet, stod vel ikke straks klart på et bestemt standpunkt, men efterhånden klaredes dette og kom til at hvile på Holsteins ord, "at enhver fred, der erhverves på grundlag af anerkendelse af provisoriet, var en "rådden fred". Højre og dets regering måtte vige. Forlig var en umulighed".

#### Perioden 1890-1894
Forinden fremstillingen af den nye periode i tingets historie må valgene den 30. september 1890 omtales, idet her for første gang siden 1866 sker en nævneværdig ændring i partistillingen. I København faldt Blom og professor Hansen, der var opstillet i stedet for Krieger, og i deres sted valgtes Octavius Hansen, samt 2 socialdemokrater, P. Knudsen og C.C. Andersen. Således holdt socialdemokraterne deres indtog i Landstinget. I 2. kreds faldt oberst E.C.L. Koefoed for Peter Jensen-Stengaarden. Grev C. Danneskiold-Samsøe genvalgtes, og da H.P. Larsen, Tvede og Schlegel i løbet af 1891 døde, valgtes Høst, der havde repræsenteret Hjørring, højesteretssagfører P.G.C. Jensen og landvæsenskommissær Sørensen, Kirkebjerggård. I 4. kreds valgtes kaptajn Jensen af Højre, i 7. kreds skete ingen ændring, i 9. kreds valgtes bager Stilling, Ingerslev genvalgtes, og partistillingen forrykkedes ikke. i de kredse, hvori ordinært valg ikke havde fundet sted, var sket ændringer i 11. kreds, der dog ikke berørte Højrepartiet; af de kongevalgte afgik Tuxen den 10. december 1891 ved døden og erstattedes af kommandør Carstensen, i hvis sted kaptajn Peter Christian Knudtzon valgtes i 1. kreds, Ussing var død den 2. december 1887 og erstattet af Steffensen, Carlsen den 2. juli 1887 og erstattet af Moltke Lystrup. Carl Ploug trak sig tilbage fra sin virksomhed i tinget.
Det vil heraf ses, at tinget nu var undergået store forandringer, men partiet stod endnu samlet under grev Moltke Lystrups førerskab; han havde overtaget dette ved Haffners død i 1887. Som omtalt havde "smørkrigen" splittet partiet for en stund, men da forliget strandede, sluttede gruppen sig atter fast sammen. Forhandlingsvenligheden var imidlertid stor, og hyppig gjordes tilløb til forligsforhandlinger på de storpolitiske stridsspørgsmål. Krieger var ved valget trådt tilbage, Ussing død og Andræ, der havde indtaget en særstilling, døde i løbet af perioden til 1894.
Samlingen 1890-91 byggede som sagt på Bojsens arbejdsplan, der forelagdes i Folketinget; den accepteredes af Det forhandlende Venstre, såvel som af Højres ordfører, Scharling, men Hørup og Berg stillede sig imod den; den omfattede navnlig følgende lovforslag: Sukkerloven i forbindelse med ølskatten, Fattigloven, alderdomsforsørgelsesloven, Frihavnsloven og en række mindre lovforslag, Helligdagsloven, Fæstemandsloven, tilsyn med levnedsmidler, Margarinelovens forlængelse, Snekastningsloven og Vivisektionsloven. I Folketinget var Bojsens 37 mand for den, mod den Hørup med 14-16, Berg med 17 og socialdemokraterne.
Der førtes en række forhandlinger uden for tinget; Toldloven var forelagt i Landstinget, men man enedes om at stille sagen i bero; derimod blev det på et møde den 7. marts 1891, hvor af Landstingets Højre Frijs, Moltke og Steffensen deltog, af Venstre Th. Nielsen og Jørgen Pedersen, vedtaget at gennemføre de forannævnte hovedlovforslag. Lovene gennemførtes således, ganske vist under stærk kamp imellem Venstregrupperne. Frihavnsloven støttedes dog af de radikale; dens gennemførelse foranledigede Harald Hansen til at nedlægge sit mandat som landstingsmand for 1. kreds. Finansloven strandede atter på provisoriet.
I samlingen 1891-92 fortsattes arbejdet på forslag til love om anerkendte sygekasser, folkehøjskoler og landbrugsskoler, landbohøjskolen, lønninger ved universitetet og lærde skoler og oprettelse af et kultusministerielt departement. Landstingets Højre, der enedes med Det forhandlende Venstre, repræsenteredes af Matzen, Moltke, Reedtz-Thott og Breinholt, venstre af Th. Nielsen og Jørgen Pedersen.
Ved N.J. Larsen fremsattes i Folketinget ønsket om retsreformens gennemførelse, der mødtes med Hørups protest, men vedtoges ved den endelige afstemning og foranledigede den ny proceskommission. Sygekasseloven vedtoges, desuden Lov om landbohøjskolen, Lønningslov for universitetet og lærde skoler, og en række andre love om statsbanernes ordning, Søloven, Skibsregistreringsloven og Lov om søretter uden for København m.fl. mindre betydelige love, i alt 42 gennemførte love.
20. april 1892 var der valg til Folketinget — de gik med det moderate parti, der i alt fik 40 pladser i tinget. Det år faldt Hørup i Køge mod P.A. Alberti, der sluttede sig til de moderate.
Storpolitikken rejste atter hovedet, Bojsen ville føre finanslovkonflikten til afslutning, thi om dette spørgsmål havde man siden 1885 ikke kunnet enes. Han forudså, at et mislykket forsøg ville være værre end intet, og tog såre forsigtig på det. I samlingen 1892-93 vedtoges 36 love, derunder 3 love om husdyravlen, og nogle færøske love.
Om jernbanelovene nåedes ikke enighed mellem tingene, om finansloven ikke heller, skønt der var stærk stemning oppe for forhandling, og på vælgermøderne i sommeren 1893 dukkede spørgsmålet om et politisk forlig atter stærkt frem.
Den 27. maj begyndte agrarbevægelsen, hvis politiske betydning vel næppe blev nogen anden end at tjene som løftestang for forliget, for derefter at knække sammen under dets vægt, da det var blevet til.
Der fremsattes i Folketinget en række agrarlove, der nåede frem til Landstinget, af disse nægtedes forslag til lov om at frafalde forskellige skatter overgang til anden behandling på forslag af Steffensen.
Venstres forslag om Hypotekbanken, kreditforeningen, amtsskatterne, tilskud til alderdomsunderstøttelsen, Tiendeloven og landbokommissionen behandledes delvis til ende i begge ting. Landbokommissionen vedtoges, og af Landstingets medlemmer fik Breinholt, Sehested og Christian Nielsen sæde deri. Tiendeloven vedtoges med ringe ændring, medens Amtsskatteloven vakte ikke ringe betænkelighed i Landstinget. Estrup frarådede den, men den vedtoges efter store ændringer. Høst var ordfører for udvalget. Loven om landvæsensdepartementet vedtoges.
De øvrige forslag nåede ikke endelig behandling.
Ministeriet på sin side fremsatte også en række lovforslag: Brændevinsskattens forhøjelse, meltold, bygningsskyld, driftslån til landmænd, der ikke blev vedtagne.
Dog blev det, der i denne samling tog den væsentligste interesse, det provisoriske systems ophør gennem forliget af 1. april 1894. Der var arbejdet på dette forlig fra alle sider, og i det foregående er antydet adskillige af disse forhandlinger. Det var givet, at det måtte komme — men hvorledes. Som det kom, blev det magrere, end nogen havde ventet. De store spørgsmål, som Scavenius i sin pjece af 1893 om forliget og dets betingelser havde berørt, særlig spørgsmålet om § 25, om Rigsretten, om fællesudvalgets og forsvarssagens ordning, blev slet ikke afgjorte, ligeså lidt som det vigtige spørgsmål om de bestående loves finansielle virkninger i deres forhold til finansloven, der er berørt i det foregående, fandt sin løsning.
Bojsen var sjælen i forhandlingerne. Af Landstingets Højre deltog Bjerre, Moltke, Frijs, Breinholt og Steffensen, af Venstre deltog Christian Nielsen og Thomas Nielsen.
Formålet var at skaffe stridens genstand af vejen. De provisoriske finanslove skulle bort og med dem den provisoriske lovgivning overhovedet. Da kampen om folketingsparlamentarismen var ophørt, havde Højre forsvarssagen at stille op mod Venstre. Regeringens taktik vandt i styrke, man så, hvorledes en opinion med stærk magt kunne skabes for at regere uden tingene, og man regerede uden dem. København blev befæstet, dertil indskrænkede man sig, selv om der var ikke så lidt mere, man kunne ønske udrettet, vel mest fordi pengene ikke strakte til mere. Nu var dog en del fra hånden, og man længtes efter fred. Gå ville Estrup imidlertid ikke, forhandlingerne herom strandede altid, og det lykkedes kun Bojsen at erhverve et løfte om, at han, når enighed var nået, måske ville gå. Koalitionsministerium ville Højre ikke heller, man henviste til, at de moderate ikke havde flertal i Folketinget. Ud over at tilvejebringe muligheder for en finanslov ville man ikke strække sig. Var det således ikke stort, der kunne opnås, mente Bojsen dog på dette grundlag at turde skride til forlig. Af hans fæller i Folketinget svigtede de mest betydelige ham: Fredrik Bajer, Clausager, O. Hansen, Sofus Høgsbro og last not least P.A. Alberti.
Alberti, der ikke den gang betød stort og som Hørups banemand stod skarpt mod det Radikale Venstre, fulgte Bojsen så at sige til Rubicon. Her vendte han brat og åbnede sig derved adgang til venstrepartiet for der at komme til at spille en ledende rolle, blive den mand, der førte partiet til sejr.
Det, Højre gav, var lidet, det viste sig endogså senere, at kun en stærk stemning i Landstinget, væsentlig repræsenteret af Frijs, støttet af Moltke, fik sat igennem, at Estrup virkelig gik. Rigsdagsbeslutningen bandt ingen. Neutralitetsbeslutningen blev af Steffensen frit fortolket, og bestemmelsen om midlertidige finanslove betød intet, når spørgsmålet om de foreløbige ikke var løst. Det var det ikke.
Landstingets moderate parti gik enstemmigt med Bojsen; ved beslutningens foretagelse talte Thomas Nielsen og Jørgen Pedersen.

#### Perioden indtil systemskiftet 1901
Her skal tilføjes en oversigt over Højres stilling i tinget efter valgene 1894. Af de kongevalgte døde Andræ den 2. februar 1893; i hans sted udnævntes baron Christian Juul-Rysensteen, der ikke var genvalgt i 1890. Rosenørn døde den 8. august 1894, og i hans sted udnævntes amtmand Rump; i 3. kreds valgtes Tolderlund i stedet for Rump og grev F. Moltke Bregentved i stedet for Jacobsen Falkensteen, der var død den 2. december 1893, i 5. kreds valgtes hofjægermester Oscar Bruun i stedet for Rosenørn-Lehn, der var død 29. maj 1892, og byfoged Holch i stedet for Oxenbøll, der på grund af sygdom ikke kunne genvælges, i 6. kreds valgtes kancelliråd Sørensen i Nyborg og borgmester George Koch i stedet for etatsråd W. Petersen og Martensen, i 8. kreds valgtes konsul Johnsen i stedet for kammerråd Hansen af Thisted, der var død den 29. marts 1894, i 10. kreds smedemester Andreas Schultz af Fredericia i stedet for kæmner Boesen, der ikke ønskede genvalg, i 11. kreds landvæsenskommissær Brødsgård i stedet for professor, biskop, Styhr, der var fraflyttet kredsen og endelig på Færøerne pastor Petersen i stedet for sysselmand Olsen. Partistillingen var ikke forandret for Højres vedkommende.
I perioden 1894-98 skete ikke heller ændringer af nogen betydning. Den 1. oktober 1894 frabad Liebe sig valg som tingets formand, og professor Matzen afløste ham for at fungere, til han ved Rigsdagens sammentræden 1902 måtte vige pladsen for den frikonservative Hans Nicolai Hansen.
Som det vil erindres, var af de store reformarbejder, der i halvfemsernes begyndelse var lagt til rette for lovgivningsarbejdet, ved ministeriet Reedtz-Thotts fald følgende endnu uafgjorte: Forsikringsloven, Skoleloven, Landarbejderloven og skattereformerne.
Af disse gennemførtes i samlingen 1897-98 Ulykkesforsikringsloven; samme år bragtes Loven om forskudsforeninger til landmænd og jubilæumsgaven til veteranerne i stand.
Samlingen 1898-99 bragte Skoleloven og Loven om jord til landarbejderne, samme år eneste behandling af Loven om formuefællesskab mellem ægtefæller og et tillæg til jubilæumsgaven.
En del jernbanelove vedtoges i samlingen 1899-1900, desuden en Lov om fritagelse for bygningsafgift og om underholdsbidrag til uægte børn. I samlingen 1900-1901 vedtoges Lov om hemmelig afstemning. Dog den væsentlige interesse knytter sig til skattereformen. Dens behandling har i det hele præget rigsdagsarbejdet i dette tidsrum; og fremstillingen af disse års begivenheder kan rettelig knyttes til den.
Som det vil erindres, fremsatte Reedtz-Thott et skattereformforslag, der tilsyneladende modtoges med stor velvilje af Folketingets flertal i samlingen 1896-97. Nu hedder det sig, at der lå skumle planer bag velviljen. Det gik ud på at beholde de gamle statsskatter og indføre en indkomstskat til staten af 1 1/4 procent og en formueskat af 3/10 promille, idet man samtidig overførte 1/3 af gammelskatten og 3/4 af land- og ligningsskatten til kommunerne. Denne reform var knyttet til en Toldlov og en Lov om brændevinsskat. Folketinget vedtog de to første, men beholdt brændevinsskatten til toldlovforslagets endelige afgørelse. inden Landstinget blev færdig med disse loves behandling, måtte ministeriet Reedtz-Thott vige og erstattedes af ministeriet Hørring.
Ministeriet Hørring var et forretningsministerium, dets chef var ikke i egentlig forstand aktiv politiker, han havde overtaget den Reedtz-Thottske skattereform, men tiltrådte ikke Reedtz-Thotts udtalelse om sit forhold til provisoriet. I sommeren 1898 anvendte ministeriet en ubevilget ½ million til Københavns Søbefæstning; dette truede med at give anledning til en konflikt, den blev imidlertid undgået, idet Folketingets flertal bevilgede beløbet på finansloven.
Skattelovene var forelagte i Landstinget i samlingen 1897-98, men de vakte modstand og nåede ikke anden behandling. Hørring forelagde dem atter i 1898-99, idet han anbefalede tinget at nærme sig Folketingets affattelse. Nogen imødekommenhed udviste Landstinget, der frafaldt en del beskyttelsesforslag. I Folketinget førtes loven tilbage til den tidligere skikkelse, dog med nogen imødekommen af Landstingets krav, men enighed lod sig ikke opnå, og samlingen sluttede uden resultat.
I samlingen 1899-1900 ændredes situationen. Lovene forelagdes i Landstinget, de direkte skattelove i Folketingets affattelse, Toldloven og Brændevinsloven noget ændret, og nu kom det til kamp i Landstinget, som foran berørt. Efter denne kontrovers beholdt Folketinget de indirekte skattelove og sendte kun de direkte love til Landstinget i den skikkelse, hvori Folketinget tidligere havde vedtaget dem. Landstinget standsede så foreløbig disse loves behandling, hvorefter Folketinget forkastede Brændevinsloven og ændrede Toldloven. Herpå strandede det hele skattereformforslag, idet Landstinget henlagde samtlige love, og ministeriet Hørring trådte tilbage.
Landstingets Højre havde under behandlingen fået ministeriet delvis med, og H.E. Hørring udtalte ved sin afgang, at Folketinget havde svigtet ham. Om de ni medlemmers optræden er talt foran, og om Hørrings opfattelse er der vel næppe enighed i de forskellige partier.
Den 21. september 1898 var afholdt almindelige valg til Landstinget. På Bornholm blev valgt en mand af Venstrereformpartiet, landinspektør H.M. Kofoed, i 7. kreds valgtes to mænd af samme parti, i 2. kreds valgtes Jørgensen Ganløse i stedet for P. Pedersen, og i 9. kreds Neergaard i stedet for Estrup. Mourier-Petersen var afgået ved døden den 7. august 1898.
Ministeriet Sehesteds tiltræden den 1. april 1900 fremtrådte som et rent højreministerium udgået af Landstingets flertal og repræsenterede dettes politik, en af dets første handlinger var udnævnelsen af Estrup som kongevalgt landstingsmand efter Rumps død. Højrepartiet var nu svækket ved de ni's udtræden.
Folketinget nedsatte straks en parlamentarisk skattekommission, der udarbejdede et forslag, som 17. september 1901 fremlagdes i Folketinget. Skattekommissionens forslag var dette: man beholdt de Reedtz-Thottske loves overførelse af statsskatter til kommuner og en indkomstskat til staten. Dog forhøjedes beløbet fra 1/3 til 2/3 af gammelskatten og fra 3/4 til 7/4 af land- og ligningsskatter, hvorhos indkomstskatten forhøjedes til at give i alt ca. 8.250.000 kr. Man foreslog tillige en Tiendelov og ændringer i den kommunale beskatning, men man vedtog, at denne skattereform skulle hvile i sig selv, og Toldloven lodes ude af betragtning.
Nu fremtrådte imidlertid ministeriet Sehested, i hvilket professor Scharling var finansminister, med et skattelovsforslag, der så ganske anderledes ud; det accepteredes af landstingsudvalgets flertal omend i ændret skikkelse, men i nærværende oversigt vil det være tilstrækkeligt at angive Landstingets affattelse.
Land- og ligningsskatten skulle ophæves, gammelskatten ligeledes og erstattes af en ejendomsskyld (1 kr. 20 øre for hver 1.000 kr.s værdi af ejendommen), bygningsafgifter til staten skulle erstattes af en mindre ejendomsskyld, kommune-hartkornsskatter skulle erstattes med en ejendomsskyld til sogn og amt og en indkomstskat efter et såkaldt kildesystem (henimod 5 mio. kr.) indføres; desuden skulle der ydes kommunen statstilskud af 1½ + 1/4 mio. kr. til fattig-, syge- og skolevæsen og i byerne skulle indføres en ejendomsskyld til kommunen af 3/4 promille.
Endelig foreslog ministeriet en forhøjet brændevinsskat.
Ministeriets holdning foranledigede de ottes udtræden. Om de ganske modstående forslag opnåedes ikke enighed, ej heller i fællesudvalget, der nedsattes den 15. marts 1901, og resultatet af den opståede konflikt blev ministeriet sehesteds afgang og venstreministeriets udnævnelse den 23. juli 1901.
Ved valget den 19. september 1902 ophørte Højre at være flertal i Landstinget.
Det vil af det foregående ses, hvorledes Landstinget efter forfatningsrevisionen frembød en femdeling: Embedsmændene, godsejerpartiet, det konservative og det liberale mellemparti samt Venstre, hvorledes Venstres krav om folketingsparlamentarismen førte de førstnævnte partier sammen til et Højreparti, der atter under den skarpe forfatningskamp udskilte enkelte af det konservative partis medlemmer, hvorledes forhandlingspolitikken af Højre udskilte et væsentlig landbovenligt frikonservativt parti, samtidig med at Venstre deltes i et moderat forhandlingsparti og Venstrereformpartiet, der var radikalt, og Socialdemokratiet fik repræsentanter i tinget.
I sit forhold til regeringen var Landstingets konservative parti i de første perioder delt, i 1873 sluttede de sig nøje til den for i firserne sammen med den at styre landet uafhængigt af Folketingets flertal. Efter forliget stillede det samlede parti sig efterhånden mod regeringen for atter efter den hørringske periode at slutte sig nøje til den. Nu kom Højre selvfølgelig i opposition til regeringen, i spørgsmålet om et eventuelt salg af Dansk Vestindien førte partiet sin krig igennem.
Den reviderede grundlov skabte et stærkt værn for de konservative interesser i Landstinget. Det store hartkorn var fyldigt repræsenteret, embedsstanden og intelligensen havde sine bedste mænd i tinget, og af bondestandens mænd talte tinget flere af de evnerigeste og mest ansete. Da kampen så kom, den, der måtte komme, fæstede det nye parti Højre sin opmærksomhed i første række på det formelle. I formaliteten sejrede Højre forsåvidt, som dets teorier ikke led nederlag, men da man forlod det formelle, stod det ilde til med den konservative sag i folket. Folketinget var nu udelukkende i et radikalt flertals hånd, og da realpolitikken skulle føres ud i livet indså en del af partiets mest konservative mænd i Landstinget, så nu var det nødvendigt at arbejde hånd i hånd med dette radikale flertal.

### Venstres valggruppe i Landstinget
Under den berømte debat den 14.-18. oktober 1873, hvor den første finanslovsnægtelse vedtoges af Folketingets flertal, udtalte Christian Rimestad sig således henvendt til Christen Berg: „Har det ærede medlem nogensinde været inde i Landstinget og kastet et blik ned over forsamlingen og set den række bønder, der sidder der? for en stor del dygtige, brave og besindige mænd, som vi med glæde kunne se hen til. Men er det et overhus?"
Nu kan det vist nok siges, at Rimestad noget overdrev rækken af bønder, vel væsentligst for at understrege sin protest mod, at Landstinget under debatten om parlamentarismen sidestilledes et overhus. Tscherning har i et skrift af 1865, kaldet „Til Bedømmelse af Forfatningsstriden" opgjort det gamle (Junigrundlovens) Landsting til 14 bønder mod 38 ikke bønder. Juligrundlovens første Landsting talte 15 bønder mod 50 ikke-bønder. Af disse tilhørte 11 Venstre. Alt i alt således kun elleve mænd, der ved fødsel og opdragelse var nøje knyttede til Bondevennernes parti. Under stadig henvisning til den forangivne oversigt under Højres gruppe, giver det mening at omtale de vigtigste af disse mænd med et par ord. Noget samlet venstreparti eksisterede da ikke i folket, så lidt som egentlig på Rigsdagen. I Folketinget var partibetegnelserne: Det folkelige Venstre, der i slutningen af tresserne talte 30 medlemmer, hvoriblandt C.C. Alberti, J.A. Hansen og Geert Winther, Det nationale Venstre, der talte 21 medlemmer, deriblandt Christen Berg, Sofus Høgsbro, Christopher Krabbe, Schørring og N.J. Termansen. Dog brugtes langt hyppigere betegnelserne: Oktobristerne (medlemmerne af Oktoberforeningen), grundtvigianerne og Winthers tilhængere, jyder for størstedelen, der vel hyppigst kaldtes bjørnbakkere efter den kendte Lars Bjørnbak og var den radikale yderste fløj. Det forenede Venstre dannedes i 1870.
I Landstinget fandtes ingen sådan skellinje. Venstregruppens ubetinget mest betydende medlemmer var Theodor Hasle og Niels Rasmussen.

#### Om Theodor Hasle
Theodor Hasle var født 13. juli 1816, søn af overretsprokurator Hasle, han var oprindelig landmand og ejede først Hesselbjerggård senere Løvegård ved Slagelse. I årene 1854-58 repræsenterede han Slagelsekredsen, 1860-61 Frederikssundkredsen i Folketinget og valgtes 1863 til Landstinget for 3. kreds. Han beholdt dette sæde til sin død. Fra 1866 var han Venstres fører i tinget, han talte ikke meget, men benyttedes overordentlig meget i udvalg, han var 1864-75 statsrevisor og fra 1866-83 medlem af Rigsretten. Det var i den tid, Højre og Venstre i Landstinget forligtes såre vel. En årrække var han sekretær i tinget. Han døde 11. februar 1889 og oplevede således de hårde kampe, hvor han stod som Venstres sikre mand og partiets leder, særlig ved protesten mod finanslovens behandling i Landstinget 1884. Uden for Rigsdagen var hans navn knyttet til Hindholm Højskole og Den sjællandske Bondestands Sparekasse, ligesom det var ham, der efter J.A. Hansens død bragte brandforsikringen i Holbæk Amt på fode. Hasle hørte til venstrepartiets bedste mænd i landet og forstod med stor sindighed at hævde sine meningsfællers indflydelse i tinget i den tid, hvor partikampen endnu ikke havde gjort en sådan hævdelse umulig.

#### Om Niels Rasmussen
Lige så fortjent om end i ganske anderledes grad en mand af folket og folkets tillids mand var Niels Rasmussen, der i modsætning til Hasle hyppigt talte og var den, der i debatten i salen førte ordet for Venstre. Han fødtes 26. juni 1820 i Lisbjerg ved Aarhus hvor faderen var gårdejer, arbejdede sig frem med dygtighed og ejede i 1845 9 tdr. hartkorn i Lisbjerg Terp. Han var sognefoged 1845-49, sad 1851-67 i amtsrådet og var siden 1866 landvæsenskommissær. Talrige er de arbejder, hvortil han i sin hjemstavn har medvirket, og her skal særlig nævnes Viby Højskole, ved hvis stiftelse han var Lars Bjørnbak en virksom støtte, samt Aarhus Amtstidende, hvis medstifter han var. Senere skulle han dog som grundtvigianer ved Testrup Højskoles dannelse komme til at stå meget skarpt mod Bjørnbak. 1863 valgtes han til Landstinget og hævdede her sit sæde til 1882, han nød i høj grad tingets tillid og agtelse og havde sæde i næsten alle vigtige udvalg, var desuden medlem af Rigsretten og Venstres finansudvalgsordfører. For ham stod det saglige arbejde som det, der kom i første række, og uagtet han stillede sig på alle punkter sammen med Det forenede Venstre i Folketinget, søgte han efter det første provisorium at arbejde hen til en forståelse, der glippede. Jyderne tilgav han ikke denne forhandlingsvenlighed, og i 1882 faldt han ved valget til Landstinget, året efter til amtsrådsudvalget, fældet af bjørnbakkerne. Han døde 16. januar 1885, men var til det sidste en udpræget venstremand.
Partiet var således trods sit ringe antal fortræffelig repræsenteret, og dets indflydelse på arbejdet i perioden 1866-75 var ikke ringe, det må i et og alt henvises til foranstående, dog må det bemærkes, at ved adressedebatten i 1873 stemte Venstre, på Schøler og Frandsen nær mod landstingsflertallets adresse, og ordføreren Niels Rasmussen sluttede sig til folketingsflertallets udtalelser.
Valgene 1870 og 1874 havde foruden de forannævnte Frandsen og Schøler bragt venstre en del nye medlemmer således i 2. kreds baron Zytphen-Adeler, der nævnes, fordi han som lensbaron i Venstres række var et særsyn for de tider; han havde sæde i tinget til sin død 1878. Partistyrken ændredes ikke, man forligtes ganske vel, og først det første provisorium 1877 satte skellinjen ret mellem Højre og Venstre i Landstinget, så at vælgerne, selv overfor en så udpræget venstremand som Niels Rasmussen, fra det tidspunkt bestemt krævede, at de mænd, der valgtes til tinget med Venstres stemmer, i alt væsentligt fulgte trop med partiet i Folketinget.
Ved valget 1. oktober 1878 valgtes 9 kandidater af Venstre, af hvilke Lomborg døde allerede i 1880, hvorved pladsen tilfaldt Højre; af de oprindelige medlemmer af Venstre var kun Niels Rasmussen og Hasle tilbage, og nu talte partiet 13 medlemmer. Den overvejende del af Landstingets venstremænd stod nærmest i anskuelse sammen med den gruppe, der i Folketinget betegnedes som moderat; der var ingen direkte forbindelse imellem Landstingets og Folketingets venstremænd hverken i eller uden for Rigsdagen; som foran angivet skabtes Rigsdagens Venstre først senere. Venstre som parti uden for Rigsdagen er af langt senere dato, nemlig af 1888.

#### Om N.J. Termansen
En særlig fremragende mand i partiet var N.J. Termansen, der efter en lang ærefuld virksomhed i Folketinget havde fået sæde i Landstinget. Termansen var født den 15. marts 1824 i Gammelby og var gårdejer der. Allerede i 1858 valgtes han til Folketinget for Ribe Amts 4. Valgkreds — bække-kredsen — og repræsenterede den i 20 år. Han stemte mod den reviderede Grundlov og sluttede sig til Venstre, hvor han var sjælen i det grundtvigianske nationale Venstre. Han stemte mod finanslovnægtelsen i 1873, uagtet han i 1870 havde sluttet sig til Det forenede Venstre og nærmede sig i denne periode sammen med Octavius Hansen, Schiørring og Holstein-Ledreborg stærkt Mellempartiet, der allerede dengang hyppigt kaldtes Højre. Men debatten, der rejste sig i anledning af den ovenfor omtalte kgl. håndskrivelse og Schiørrings adresseforslag førte ham atter tilbage til Venstre, omend han aldrig siden kom til at stå dette partis førere nær. i sin sidste Folketingsperiode sluttede han sig til Høgsbro og hørte selvfølgelig til provisoriets modstandere. Efter sit valg til Landstinget blev det ham forbeholdt i flere vigtige sager at være partiets talsmand og særlig, efter at Niels Rasmussen var faldet, dets ordfører i mange vigtige sager.
Få danske politikere har som han været fulgt af alles agtelse og ærbødighed såvel i som uden for tinget, og netop fordi han i så meget fulgte sin egen personlige overbevisning uden stærkt hensyn til partidannelser, vil i fremtiden vistnok alle politiske partiers historieskrivere søge at tage hans person til indtægt. I et skrift af 1871, hvori Vilhelm Birkedal tager afstand fra Det forenede Venstre, omtaler han med begejstring Termansen, og Henrik Wulff kalder ham en pryd for den danske bondestand. Han var og blev bonde, varmhjertet og trofast mod sine idealer, ihvorvel den skarpt tilspidsede politiske kamp medførte, at han ved valget 1886 kun opnåede 25 stemmer og således ikke blev valgt. Han døde 9. maj 1892.
Den periode, der ligger mellem det første og andet provisorium rummer kun lidet af interesse for denne oversigt. Valgene i 1882 ændrede partiets sammensætning noget, af nuværende medlemmer valgtes N. Hansen Gundsølille og N.P. Madsen-Mygdal. Den vigtigste episode i perioden var Landstingets rigsretsvalg i 1883, hvor termansen og hasle fremsatte forslaget om forholdstalsvalgmåden, og Landstingets nægtelse af den midlertidige finanslov i 1884, hvor Termansen talte på venstres vegne i tilslutning til Krieger. Såvel under adressedebatten i 1884 som i fællesudvalgets samme år stod venstre i Landstinget fuldt ud enigt med Folketingets flertal. i dette udvalg havde H.C. Hansen Kartofte, Hasle og Hauerslev sæde. Fællesudvalgets virksomhed er berørt i det foregående.
I fællesudvalget om Arbejdsløshedsloven i januar 1886 havde af Landstingets Venstre Madsen-Mygdal og Clausager sæde, de sluttede sig til Folketingets medlemmer, således at udvalget delte sig i to lige store halvdele. Den 23. januar 1886 forelagdes som anført i Landstinget det af Folketinget forkastede finansforslag for 1886-87; det kom til 1. behandling den 25. januar.
Landstingets Venstre tilstillede da formanden følgende skrivelse: "Undertegnede landstingsmænd nedlægge herved indsigelse mod, at Landstinget tager under forhandling et finansforslag, der i strid med grundlovens § 48 jfr. 53 af regeringen er forelagt i Landstinget og ikke behandlet først i Folketinget og af dette tilstillet Landstinget, hvorfor vi erklære, at vi ikke kunne deltage i denne forhandling". Skrivelsen er dateret 25. januar 1886 og undertegnet A. Clausager, Dam, N. Erikstrup, H.C. Hansen, Th. Hasle, Hauerslev, J. Jensen, Peter Jørgensen, N.P. Madsen, Chr. Nielsen, A. Rammeskou, Strandskov, N.J. Termansen, N. Hansen.
Formanden Liebe forespurgte Hasle og Termansen, om de ønskede sagen behandlet, hvortil de svarede, at det var dem nok, at denne tilkendegivelse kom til tingets kundskab, og herefter forlod samtlige venstremedlemmer salen for ikke at deltage i finanslovbehandlingen, der jo som foran anført ikke førtes til ende.
Samlingen sluttedes den 8. februar, og da Rigsdagen atter samledes den 7. oktober, vedtog man i Folketinget forhandlingspolitikken, hvorefter man atter begyndte behandling såvel af finansloven som af lovforslag i almindelighed. For finanslovens vedkommende ændrede Berg og hans gruppe standpunkt som før omtalt, og forhandlingspolitikken førte som angivet ikke til nogen vedtagelse af finanslov før forliget i 1894.
For lovgivningsværket overhovedet begyndte der imidlertid en ny æra, der forsåvidt har interesse for denne fremstilling, som den i Landstinget blev båren op af Venstres flertal, der sluttede sig til det såkaldte Forhandlende Venstre.
Valget 1886 havde kun lidt ændret partiets sammensætning, dog var en del nye medlemmer tilkommen og af de ældre Termansen faldet. I perioden 1886-1890 var partistillingen i Landstingets Venstre denne: Det forhandlende Venstre, hvis medlemmer var. H. Chr. Hansen, Hauerslev, K. Jørgensen, P. Jørgensen, der døde 21. april 1885, Chr. Nielsen, Thomas Nielsen, S.A. Ovesen, Jørgen Pedersen, P.K. Pedersen, og M. Strandskov. Ikke forhandlende eller radikale: Hasle, der døde 16. februar 1888, N. Hansen, Caspersen, Madsen-Mygdal, Erikstrup og Dam.

#### Om Thomas Nielsen
Af disse er der særlig grund til at omtale Thomas Nielsen, som af Landstingets venstremænd spillede den betydeligste rolle efter Niels Rasmussens og Termansens udtræden og Hasles død. Thomas Nielsens var født i Sønder Lem ved Ringkøbing den 13. november 1838 af en gammel anset bondeslægt. Hans fader var gårdejer Niels jørgensen, der døde, da han var dreng. Moderen giftede sig igen, og Thomas Nielsen fik en hård opdragelse. Kirkelig vakt higede han mod lærergerning, blev 1855 omgangsskolelærer i Torsted, kom 1857 på Jellinge Seminarium og fik eksamen 1860. Han blev da national venstremand, lærte som lærer i Bording Hostrup nøje at kende og blev 1862 redaktør af Silkeborg Avis. Samme år forflyttedes han til Birk, hvor han var lærer til 1881, rigtignok ophørte han at undervise 1877. I 1867 stiftede han Hammerum Folkehøjskole og 1877 realskolen i Herning. Samtidig oparbejdede han sin virksomhed som bladudgiver til en betydelig højde og blev en indflydelsesrig og velstående mand. Hans blade var: Vejle Amts Folkeblad, Herning Folkeblad, Fredericia Folketidende, senere Fredericia Dagblad og Esbjerg Avis. Til Folketinget valgtes han i 1864, arbejdede mod den reviderede Grundlov og stillede sig i 1866 i Vejle mod Berg. Her faldt han, men valgtes sammesteds i 1869 og holdt kredsen til 1887, da han som angivet efter redaktør Bøllings død gik ind i Landstinget.
Han hørte til Det forenede Venstres sikre mænd og blev en af dets ypperste på tinge. Særlig hadede han de nationalliberale, og hvasse var hans ordskifte, særlig med Bille, men også med C.C. Hall. Sit had til de nationalliberale overførte han på Estrup, men også rigsretsanklagen mod Krieger skyldtes for en del ham.
Efter det første provisorium sluttede han sig til det moderate parti og holdt sig noget tilbage i firsernes kampe, kun en enkelt gang i 1883 angreb han ministeriet skarpt. Ret naturligt blev det ham, som Landstingets forhandlingsvenlige godsejere søgte, da man træt af kampen ønskede forliget. Han var den, der bar det fremad, og i hele perioden fra 1887 øvede han som angivet den allerstørste indflydelse på dansk politik. Det skal her bemærkes, at han døde 27. marts 1895, og hans død betød meget for det moderate parti, der i ham mistede en af de gamle, der havde kendt Moses, en mand, ingen ret vovede al fratage venstrenavnet.
Perioden fra 1886-1890 er forsåvidt interessant som den betegner Venstres vågnende indflydelse i Landstinget. Fra at være et parti hvortil lidet hensyn toges, voksede den moderate venstreflok i disse år til at være en betydelig faktor i tinget. Man vil sikkert endnu mindes navnet „gammel avlsgård", der tillagdes Det moderate Venstre efter gæstgivergården i Suhmsgade, hvor en del af dets repræsentanter boede, og hvor de „danske" og „europæeme" sagde, at allehånde rænker spandtes mod demokratiet. Dog blev det først året 1890, der ret skulle føre det moderate parti frem i første række. Ikke fordi det just havde medbør ved folketingsvalgene, tværtimod. Bergs gruppe tog stærkt ind på dem, men fordi situationen blev såre gunstig for den moderate politik.
Landstingsvalget den 30. september 1890 blev navnlig af betydning, fordi den første venstremand, Octavius Hansen, valgtes i København, og i perioden fra 1890-1894 var partistillingen inden for Venstre denne: 10 moderate og 6 radikale.
Folketingsvalget den 29. april 1892 med Hørups fald i Køge styrkede yderligere det moderate parti, men samtidig uddybedes kløften mellem dets mænd og de andre venstregruppers så betydeligt, at der aldrig senere skulle bygges bro over den. Medens Det forenede Venstre allerede fra 1874 havde vist tegn til splittelse, i 1878 var splittet for alvor for i årene 1881-86 at arbejde nogenlunde samlet og efter 1886 at dele sig i de tre grupper: Holstein- Bojsen, Hørup og Berg, idet Holstein lidt efter lidt nærmede sig Hørup, betegnede bruddet i 1890 en virkelig varig splittelse.
Det så ud, som de moderate skulle få overtaget, og deres samarbejde med Højre på det almindelige lovgivningsarbejde (på finansloven stod konflikten endnu såvel som på spørgsmålet om de provisoriske love) bar i henseende til lov-resultater store frugter. Agrarbevægelsen syntes at skulle bære partiet endnu stærkere frem. Og jordbunden syntes beredt til forliget. Der skal her kun tilføjes, at i fællesudvalget, der i 1894 førte til den ordinære finanslov, stemte Caspersen og Octavius Hansen mod finansloven; i Landstinget stemte foruden disse to og socialdemokraterne tillige N. Hansen, Madsen-Mygdal, S. Jensen og P. Jensen mod loven.
Efter forliget fandt landstingsvalg sted den 19. september 1894. Partistillingen var efter dette valg 9 moderate mod 9 radikale. Ved suppleringsvalg den 29. september 1896 valgtes i 9. kreds ved Mortensens død den moderate Hansen, Marsvinslund, i 11. kreds den 25. august 1895 efter Thomas Nielsens død den moderate Christen Holm af Lem.
Til det foranførte er om denne periode lidet at tilføje, den moderate fraktion arbejdede særdeles godt med forligets ministerium og støttede det til det sidste. Venstres organisation uden for Rigsdagen var i 1892 sprængt ved en afstemning, hvor stemmerne stod lige, valget til Folketinget den 9. april 1895 blev ikke nogen tilslutning til forliget, og nu dannedes den 20. april 1895 folketingspartiet Venstrereformpartiet ved en sammenslutning af alle ikke moderate venstremænd i Folketinget under Høgsbros formandskab. Af Landstingets medlemmer sluttede de radikale sig til den politik, der førtes af Venstrereformpartiet under Madsen-Mygdal og Octavius Hansen som ordførere, medens de moderate fulgte Bojsen og hans parti i Folketinget. Først ved valgene den 5. april 1898 opnåede Venstrereformpartiet absolut flertal i Folketinget, og ved landstingsvalget den 21. september 1898 var betegnelsen Venstrereformpartiet accepteret også af partiet uden for Rigsdagen og anvendtes på medlemmerne i Landstinget. Partiet vandt 3 pladser fra Højre og 1 fra Det forhandlende Venstre. Partistillingen var nu 13 venstrereformmænd og 8 moderate. Det er i det foregående skildret, hvorledes skattereformen kostede ministerierne Reedtz-Thott, Hørring og Sehested livet, og de foregående oversigter er i alt væsentligt standset ved systemskiftet den 23. juli 1901.
Det er en selvfølge, at systemskiftet ændrede Landstingets rolle betydeligt. Som udgået af Folketingets flertalsparti var ministeriet Deuntzer jo ret sikker på støtte fra dette ting, og vanskelighederne mødte først dets lovforslag, når de blev forelagt i Landstinget. Her var modstanden imidlertid ikke så stor, som man fra begyndelsen kunne vente. Medens partistillingen efter valget 1898 var 42 højremænd, 13 venstrereformmænd, 8 forhandlende, 2 socialdemokrater og 1 løsgænger, blev den ved valgene i 1902 og enkelte suppleringsvalg betydelig ændret, idet regeringens tilhængere voksede til et antal af 25.
Den 8. november 1902, 25 årsdagen efter afstemningen om den første provisoriske finanslovs afløsning af en midlertidig finanslov, den dag, der regnes for det moderate partis stiftelsesdag, opløstes dette parti, og dets medlemmer i Landstinget tilhørte Venstres valggruppe.
Det frikonservative Parti havde allerede tidligt tilsagt ministeriet sin støtte på ikke få væsentlige punkter, endnu har der ikke været nogen uoverensstemmelse af betydning mellem venstrevalggruppens fraktioner. Ministeriet Deuntzer kunne i den anden samling efter systemskiftet på en enkelt undtagelse samle flertal i Landstinget for sine lovforslag. Finansloven, der tidligere var stridens kampplads, var nu at ligne ved en fredelig urtegård, hvis eneste mangel var den, at jorden er lidt udpint, og frugten derfor groede lidt sparsomt. På den øvrige lovgivnings mark gav den sidstnævnte samling 3 vigtige lovarbejder. Skattereformen med tiendeafløsningen, Almenskoleloven, der ordnede det højere skolevæsen, og kirkelovene, der banede vej for en endelig ordning af vor kirkeforfatning.